# Rinceau

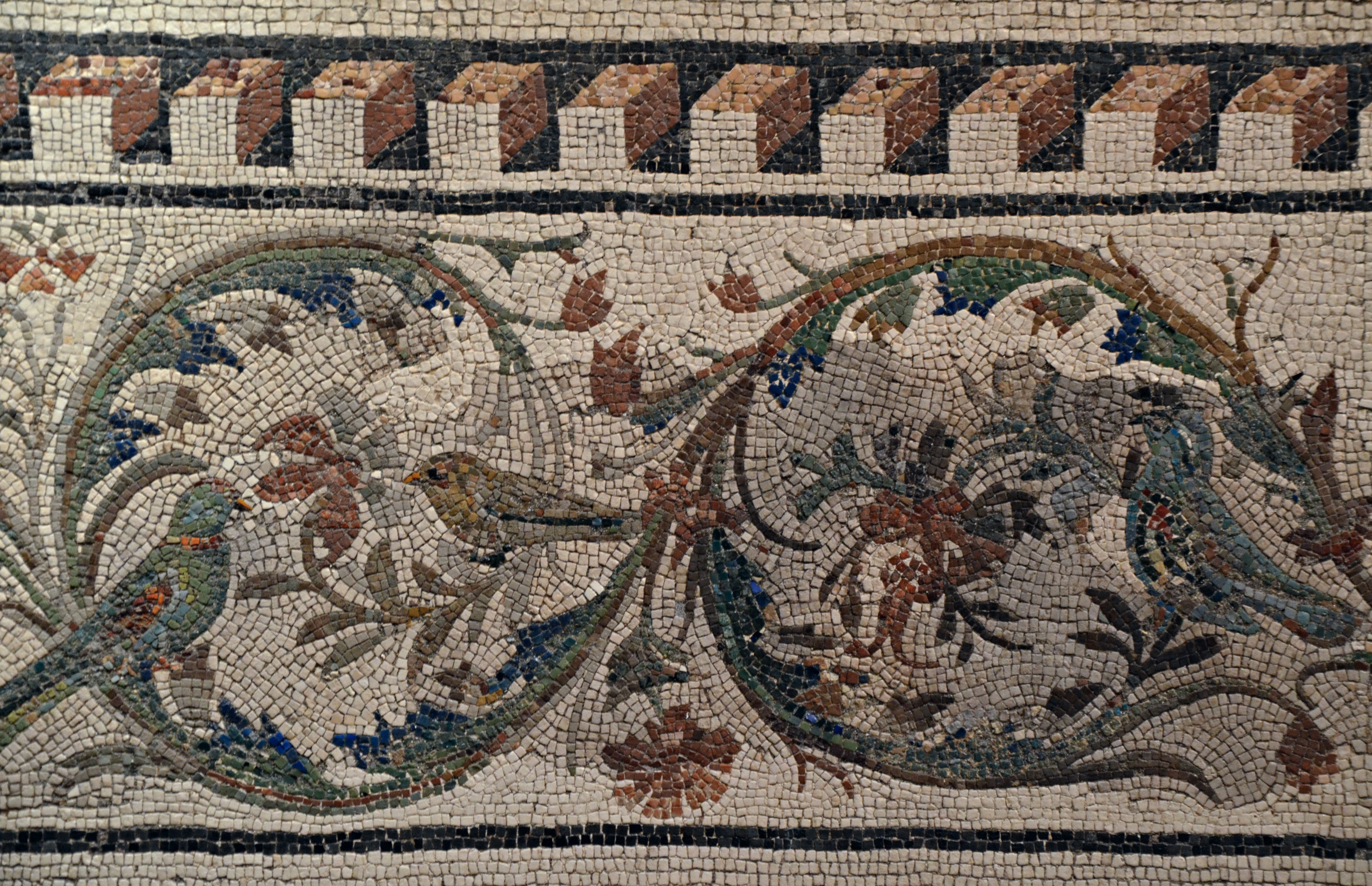
Deux enroulements d'un rinceau, peuplé d'oiseaux. Mosaïque antique de Rome,.

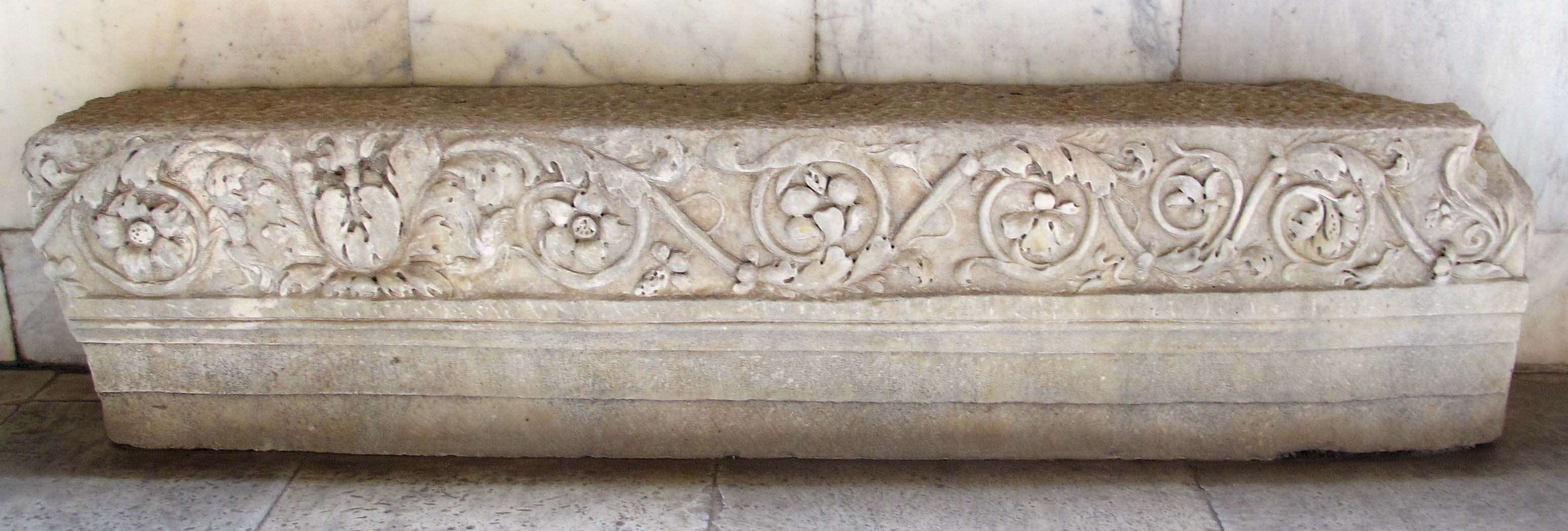
Rinceau antique romain en relief, exposé au Composanto de Pise.

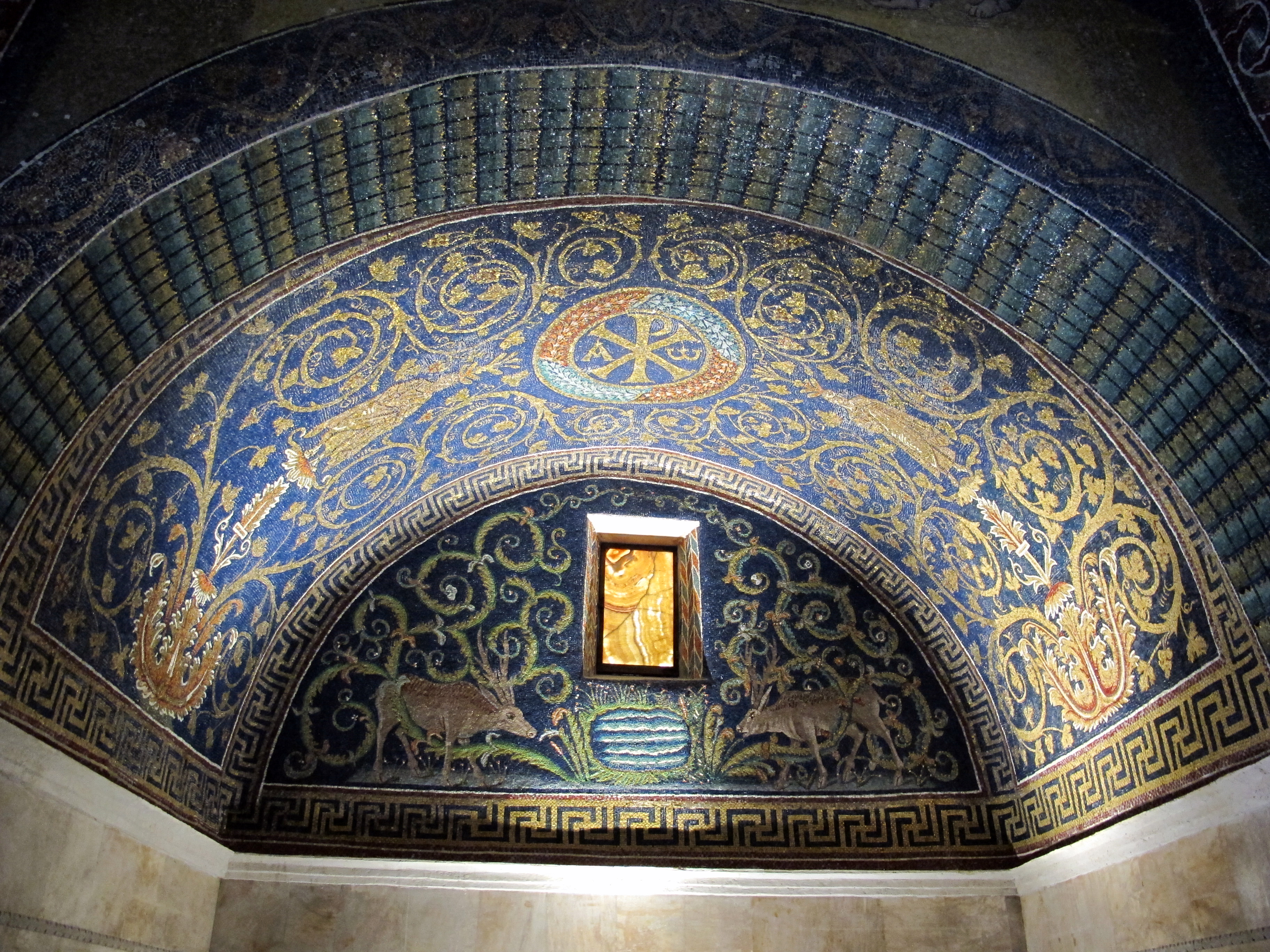
Rinceaux paléochrétiens en mosaïque. Mausolée de Galla Placidia de Ravenne, Ve siècle.

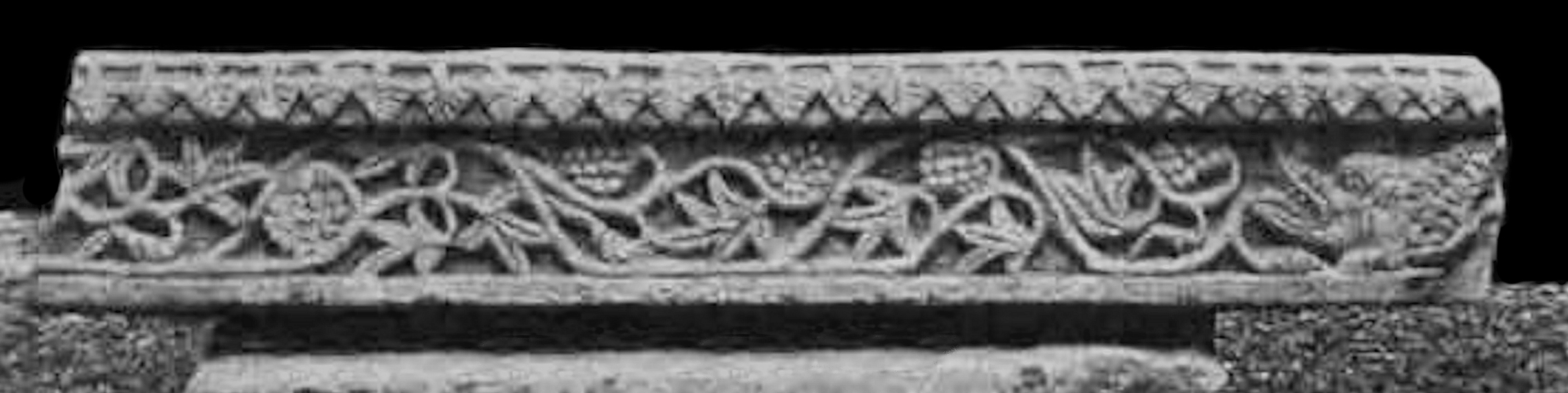
Rinceau indien de Pataliputra, indiquant une forte influence hellénistique. empire Maurya,

Le rinceau  est un motif ornemental constitué d'une tige se développant en volutes et en contre-volutes, ornée le plus souvent de feuillages, de fleurs ou de fruits. Cette arabesque sert d'ornement en architecture ou dans les arts décoratifs.

## Description
Ce sont des motifs composés de feuillages et tiges végétales à enroulements successifs plus ou moins rythmés et ordonnés, souvent déployés sous forme de frises mais pouvant aussi couvrir des surfaces plus importantes. Les végétaux représentés les plus classiques depuis l'Antiquité sont l'acanthe et la vigne. Ils intègrent parfois des roses et peuvent figurer toutes sortes de plantes à fleurs. Les rinceaux sont avant tout des motifs imaginaires et composites qui peuvent s'inspirer d'une très grande variété de végétaux sans respecter leur forme naturelle. Ils contiennent fréquemment des fleurs, des vases, des oiseaux et autres animaux, des mascarons et diverses figures humaines. Lorsqu'ils sont associés à des personnages ou à des animaux, on parle de « rinceaux peuplés ». Ils sont employés pour la décoration graphique, de peinture et/ou d'architecture. Ils peuvent être peints (ex. : enluminure), sculptés, forgés (ferronnerie), modelés (stuc), tissés ou brodés (arts textiles), imprimés, faits de mosaïques, de marqueteries, etc.

## Histoire
Des motifs curvilignes et spiralés rythmés ressemblant parfois beaucoup aux rinceaux, mais généralement sans connotation végétale, sont répandus dans les arts décoratifs dès le Néolithique (culture de la céramique rubanée, culture de Cucuteni-Trypillia, entre autres). On rencontre encore des motifs semblables dans l'Antiquité (art minoen par exemple).
Les rinceaux végétaux, inspirés des branches et des feuillages de la vigne et de l'acanthe, apparaissent dans l'art et l'architecture de la Grèce antique, notamment dans les décors des toitures (sima ou chéneau), ainsi que sur certains vases peints, sceaux et en orfèvrerie. D'usage encore timide à la fin de la période classique, ils connaissent une bien plus grande importance à l'époque hellénistique, où il se diversifient dans des mosaïques, des fresques et des frises sculptées, et se répandent dans tout le Bassin méditerranéen, et en Orient jusqu'en Inde après les conquêtes d'Alexandre le Grand. 
Dés le milieu IVe siècle av. J.-C. au moins, alors que leur utilisation est encore peu répandue dans l'art grec, les rinceaux prennent une importance soudaine dans l'art celte en Europe centrale et occidentale, en devenant le principal élément décoratif. Les rinceaux évoluent vers des formes de plus en plus hybridées, organiques et mouvementées, qui caractérisent l'art celte à partir de cette période. Cependant, certaines analyses conduisent à considérer l'apparition des rinceaux celtes dès le Ve siècle av. J.-C., dérivés des motifs de l'esse et du triskèle. Ces formes celtes se mêlent progressivement de motifs animaliers d'influence scythique. Ils se diffuseront bien plus tard dans l'art germanique.
Comme l'ensemble de l'héritage artistique grec, les rinceaux se transmettent à la Rome antique où ils seront un des motifs décoratifs parmi les plus diffusés et classiques de l'époque impériale. Ils seront de même abondamment employés dans les décors de l'architecture paléochrétienne.

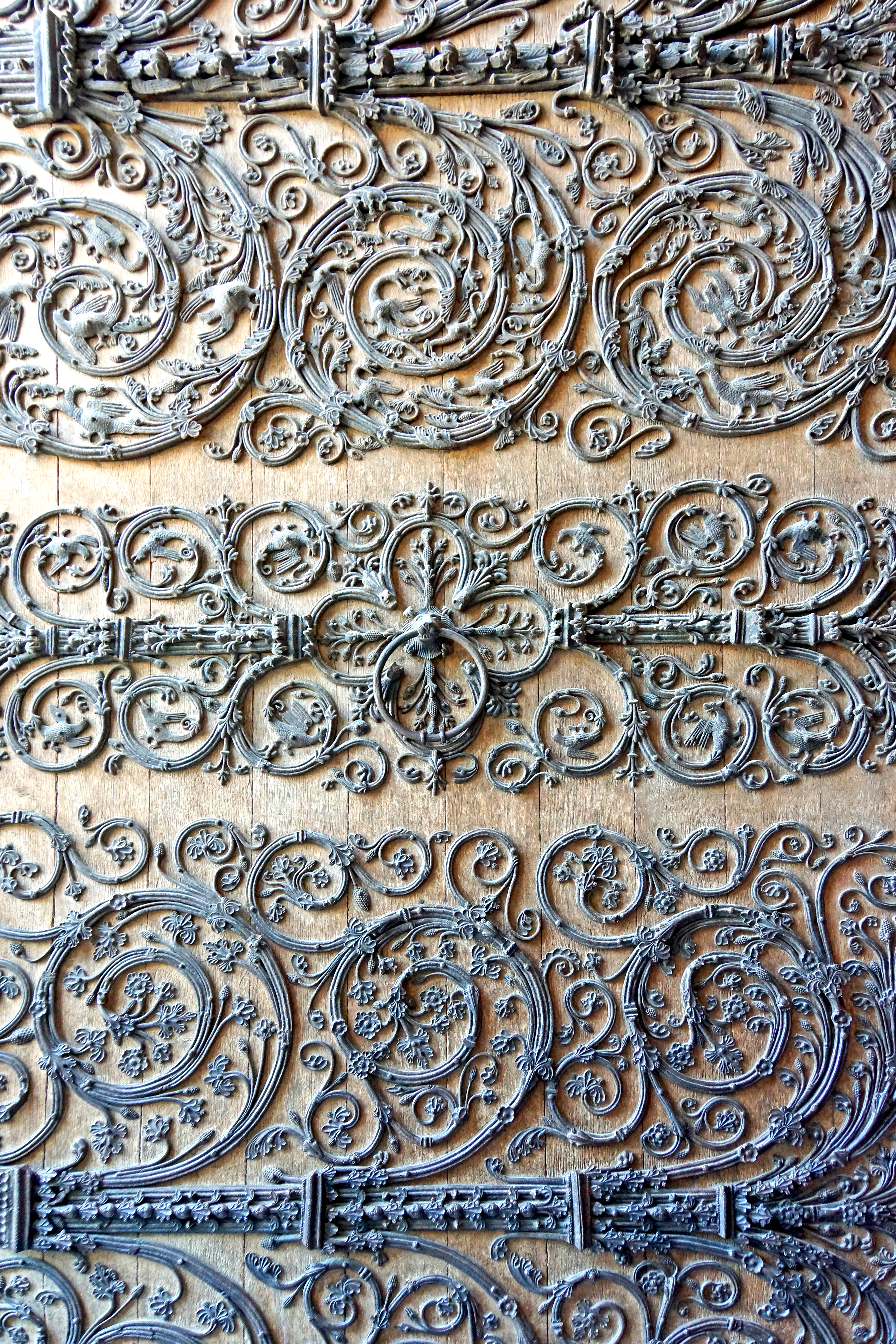
Pentures en ferronnerie des portes de la cathédrale Notre-Dame de Paris, attribués au serrurier Biscornet.

Les rinceaux perdurent durant tout le Moyen Âge en Europe en se diversifiant. Ils sont très abondants dans l'art byzantin, dans la continuité de l'art gréco-romain et paléochrétien, que ce soit dans les mosaïques, les ivoires ou les reliefs architecturaux en marbre. Dès le début du Moyen Âge, on les rencontre dans toute l'Europe occidentale, sur des reliefs sculptés, des cercueils, des croix de pierre, des stucs décoratifs, en orfèvrerie, etc, souvent associés avec des entrelacs. Il peuvent alors prendre deux types de formes qui se mélangent souvent, l'une d'origine classique romaine et byzantine, et l'autre d'origine celtique et germanique, de style plus animalier, qui se diffuse de l'Irlande à Italie et jusque dans l'art viking. Les rinceaux sont notamment très utilisés dans les manuscrits, et ils resteront un des motifs décoratifs majeurs de l'enluminure médiévale durant plus d'un millénaire, malgré les évolutions du style (pré-roman, roman, gothique). Ils sont souvent dans les lettrines ou autour, mais peuvent aussi former le motif de fond des miniatures ou encore les encadrer en pleine page. Dans l'architecture romane, ils ornent fréquemment les chapiteaux sculptés. Les pentures en ferronnerie des portes de la cathédrale Notre-Dame de Paris sont un exemple remarquable de rinceaux gothiques. On les rencontre aussi parfois dans les vitraux.

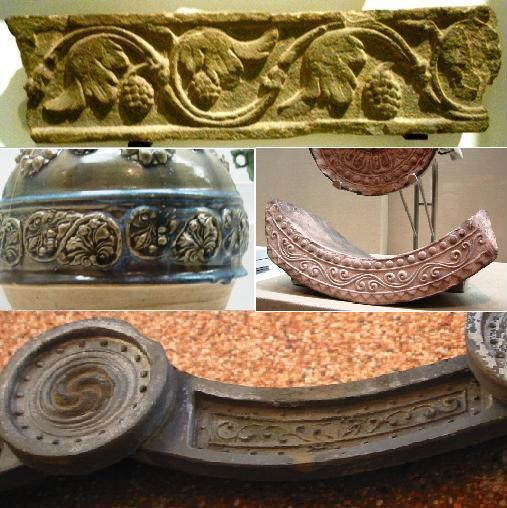
Rinceaux de l'art gréco-bouddhique du Gandhara, IIe siècle ; vase chinois, VIe siècle ; tuiles japonaises, VIIe siècle et aujourd'hui.

Les motifs curvilignes traditionnels de Chine, mêlés de dragons, paons et autres animaux, prennent très tôt des formes parfois étonnamment semblables aux rinceaux végétaux occidentaux, dès l'Antiquité. Le commerce des objets de luxe sur la route de la soie a mis la Chine en contact avec l'art occidental assez tôt dans l'Antiquité, puis s'est officialisé sous la dynastie Han. Les influences proviennent de Perse, d'Inde, et surtout de la Bactriane hellénistique. L'art gréco-bouddhique, qui s'est formé dans l'Antiquité dans le Gandhara, se répand progressivement dans toute l'Asie en même temps que le bouddhisme, dont la Chine. L'influence occidentale dans ces motifs se renforce et se fait plus manifeste à partir de la dynastie Tang, en provenance notamment de la Sogdiane et de Byzance. Les rinceaux deviennent peu à peu l'un des motifs décoratifs les plus importants de l'art chinois. De la Chine ils se sont ensuite diffusés en Corée et au Japon. Ils arrivent au Japon vers le début du VIIe siècle. Prenant le nom de karakusa, ils connaissent depuis lors une diversification foisonnante et une grande présence dans la plupart des arts décoratifs japonais. Les rinceaux d'Asie du Sud-Est, également d'origine hellénistique, sont passés par deux trajectoires d'influence : d'abord par l'Inde puis par la Chine. On les trouve par exemples sur les temples khmers et jusqu'à Borobudur sur l'île de Java. 
Au Moyen-Orient, dans la continuité de l'art byzantin notamment, ils deviennent un des motifs de base de la décoration de l'art islamique, aux côtés des motifs géométriques, favorisés par l'interdiction de la figuration humaine dans l'islam. Ils ont notamment une importance particulière dans l'art persan, dans la continuité des périodes Séleucide et Sassanide.
En Europe, les rinceaux retrouvent des formes plus antiques à la Renaissance italienne. La Renaissance française leur donne plus de légèreté, non sans influence médiévale. À partir de cette époque, les modèles imprimées de motifs ornementaux circulent dans toute l'Europe et bien au delà, favorisant à la fois une grande diffusion et la créativité. Les rinceaux se diversifient à nouveau durant l'ère baroque des XVIIe et XVIIIe siècles, où ils seront utilisés en abondance dans tous les arts, y compris l'ébénisterie, les arts du textile et jusqu'aux parterres des jardins. Le style Louis XIV est un âge d'or pour les rinceaux, dont il existe des formes très différentes adaptées à différents usages. Les motifs décoratifs du style rococo, qui envahissent toute l'Europe au XVIIIe siècle, sont principalement basés sur les rinceaux, qui se déroulent, se fragmentent et se métamorphosent avec une grande liberté.
Le néoclassicisme puis le style Beaux-Arts académique leur font reprendre des formes gréco-romaines plus solennel, mais en cohabitation avec les formes issues de l'imitation des différents styles historiques, ce qui aboutie finalement à une belle diversité de formes durant le XIXe siècle. Puis les rinceaux connaissent une importante cure de jouvence dans l'art nouveau, durant la Belle époque (fin XIXe et début XXe siècle), où ils prennent des forment bien plus libres et déliées. Ils deviennent moins fréquents dans l'art déco, qui va cependant tenter de les faire entrer dans son nouveau cadre formel. Enfin, les rinceaux finissent par être bannis par le modernisme, comme toutes formes d'ornements. Ils ne disparaissent cependant pas totalement en Occident : certains domaines de création qui ne sont pas entièrement impactés par le dépouillement moderne, qu'ils soient artisanaux ou industriels, comme la mode vestimentaire et autres arts textiles, les papiers peints, la céramique (porcelaine), les arts graphiques (éditions diverses, logos, packaging, etc) et plus récemment les arts numériques, continuent de s’inspirer du passé et peuvent utiliser une grande variété de rinceaux, les faisant même parfois évoluer.
Les rinceaux restent indissociables des décors de l'architecture bouddhiste en Asie du Sud-Est, comme sur les temples de Thaïlande, où ces motifs se sont quelque peu renouvelés au cours des derniers siècles par de nouvelles influences occidentales. Ils sont aussi très présents en Indonésie sur divers supports, comme les décors traditionnels de l'architecture vernaculaire en bois, chez des populations aux religions diverses.

## Héraldique
Dans le domaine héraldique, rinceau « se dit aussi en blason, des branches chargées de feuilles ».

## Galerie

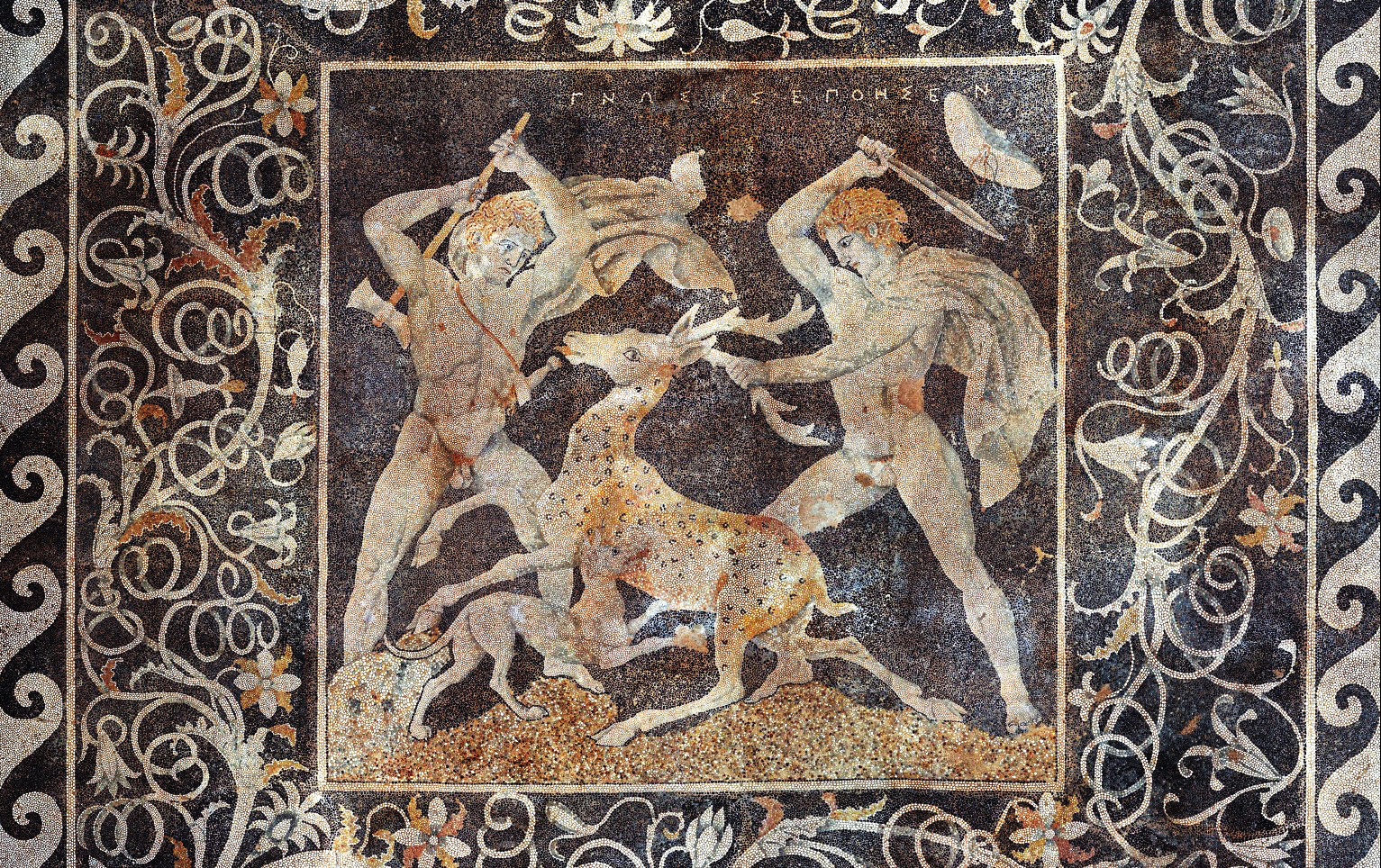
La mosaïque grecque hellénistique de la Chasse au cerf de Pella, entourée de rinceaux fleuris, IVe siècle av. J.-C.
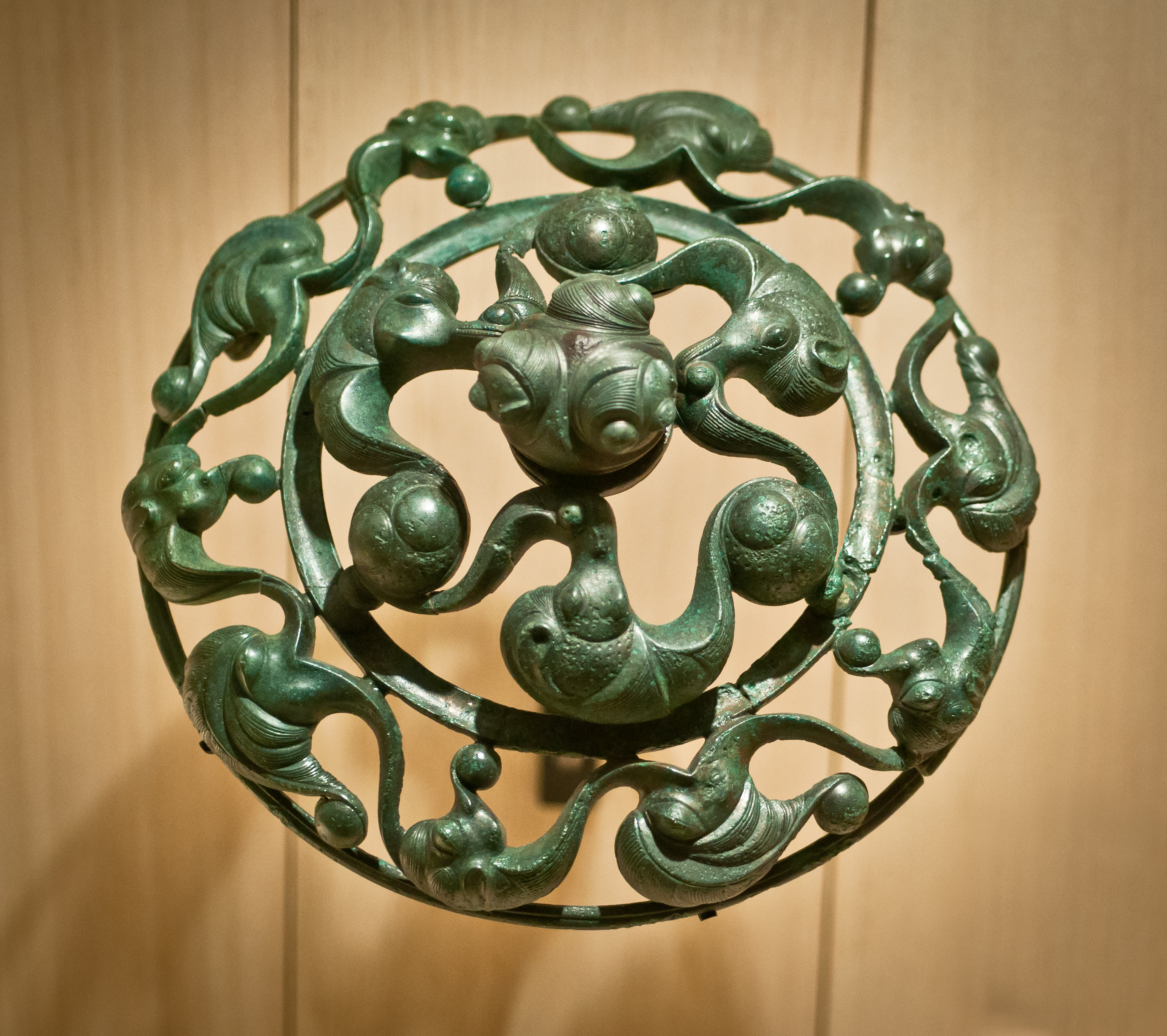
Bronze gaulois provenant du site de La Fosse Cotheret, Roissy, IIIe siècle av. J.-C., art celte à base de rinceaux stylisés.
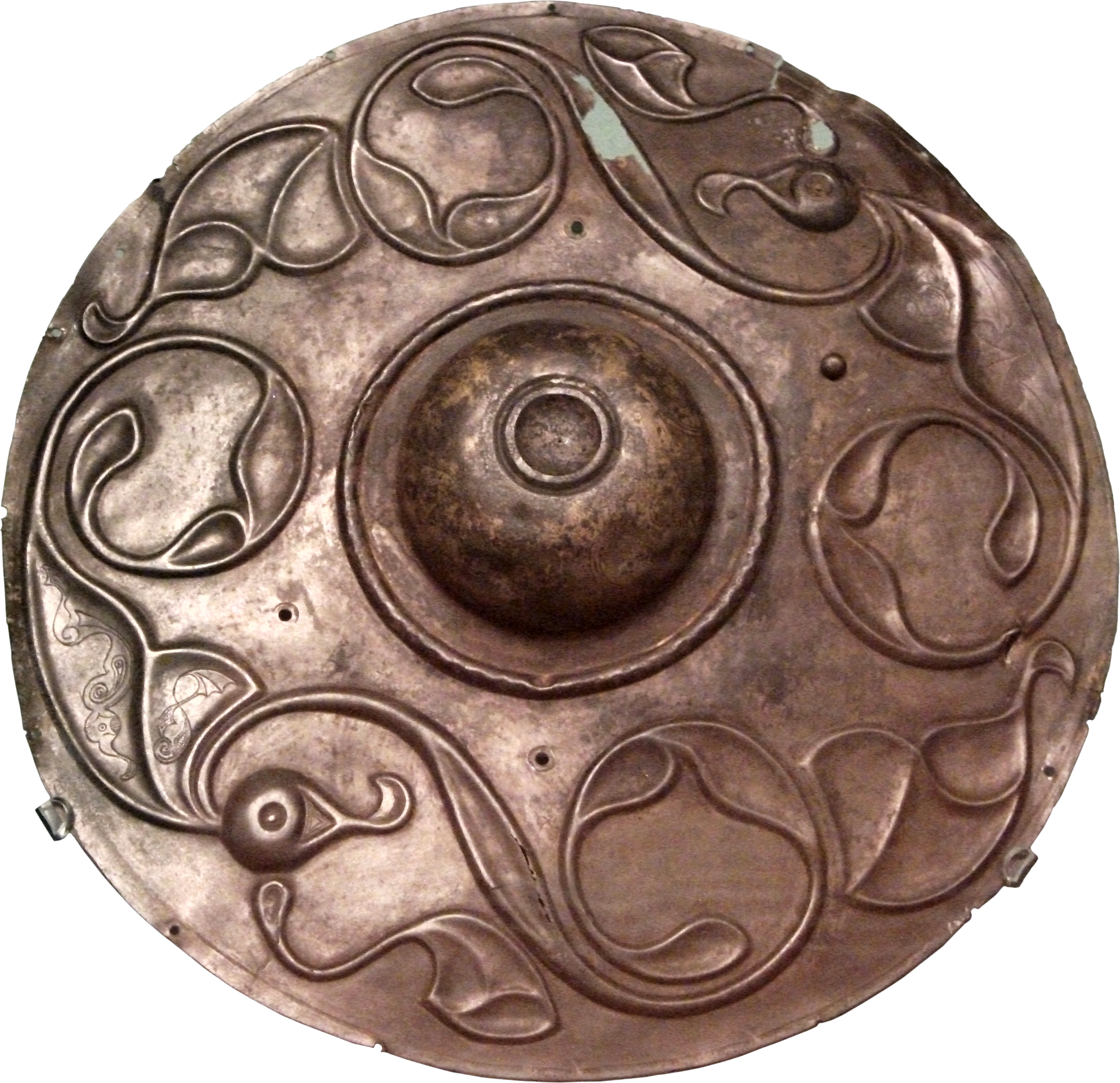
Rinceaux sur une pièce de bouclier celte du IIe siècle av. J.-C., trouvée à Londres.
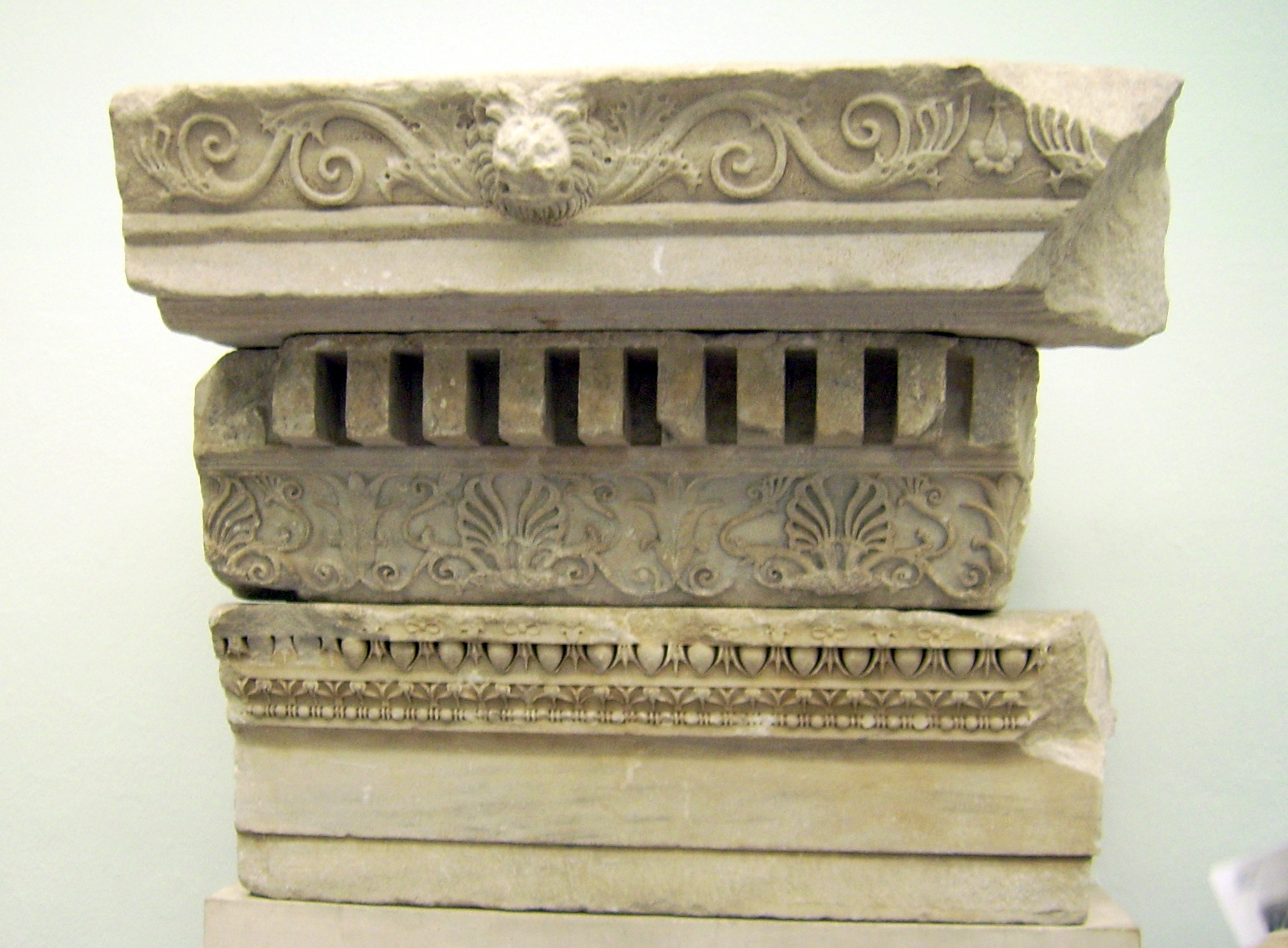
Rinceaux en haut de cette corniche en marbre du grand autel de Pergame, époque hellénistique, IIe siècle av. J.-C..
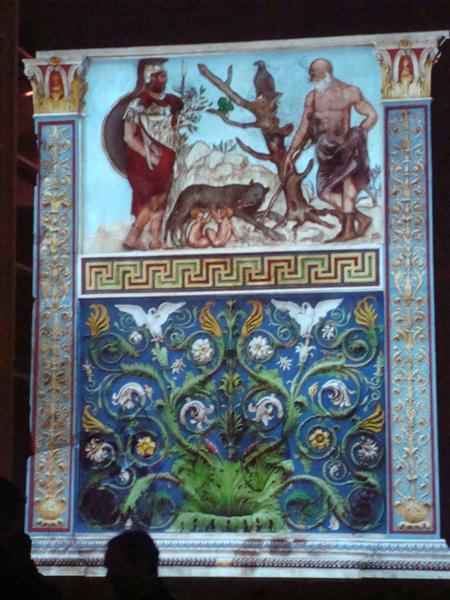
Rinceaux d'acanthe avec polychromie reconstituée, sur l'Ara Pacis de Rome, Ier siècle av. J.-C..
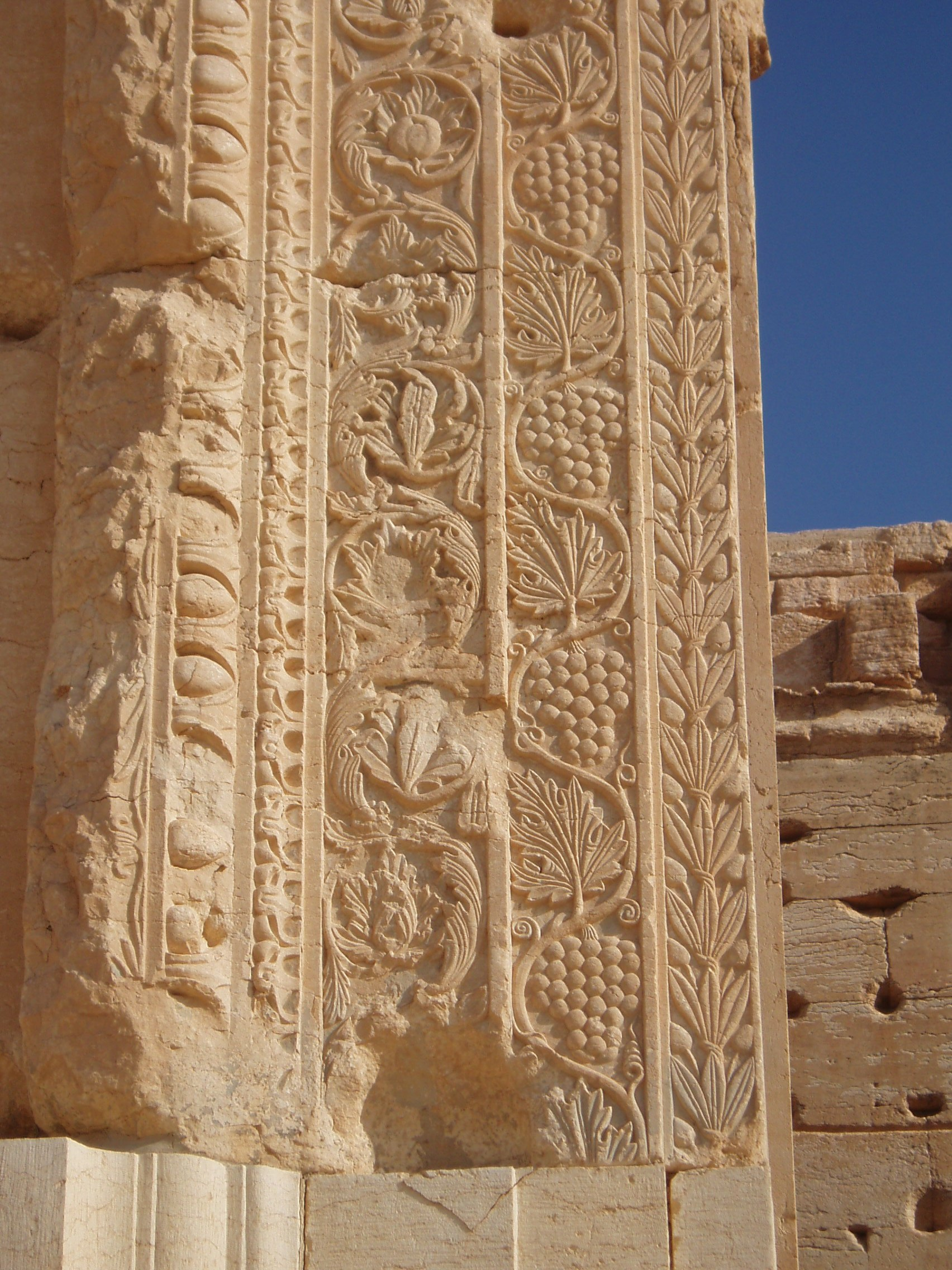
Rinceaux romains de vigne sur une porte du temple de Baal, Palmyre.
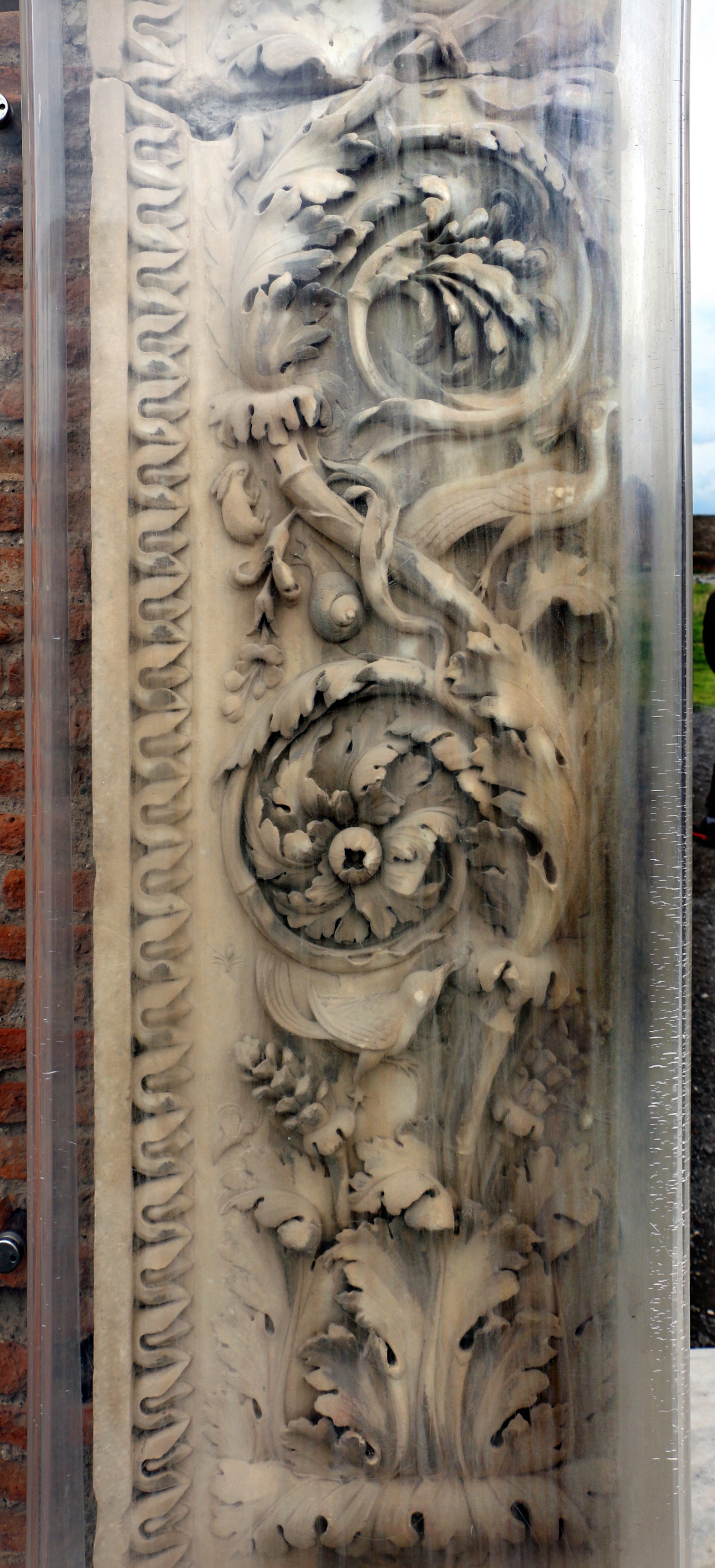
Montant d'un porte en marbre à Pompéi, peuplé d'oiseaux, escargots, insectes.
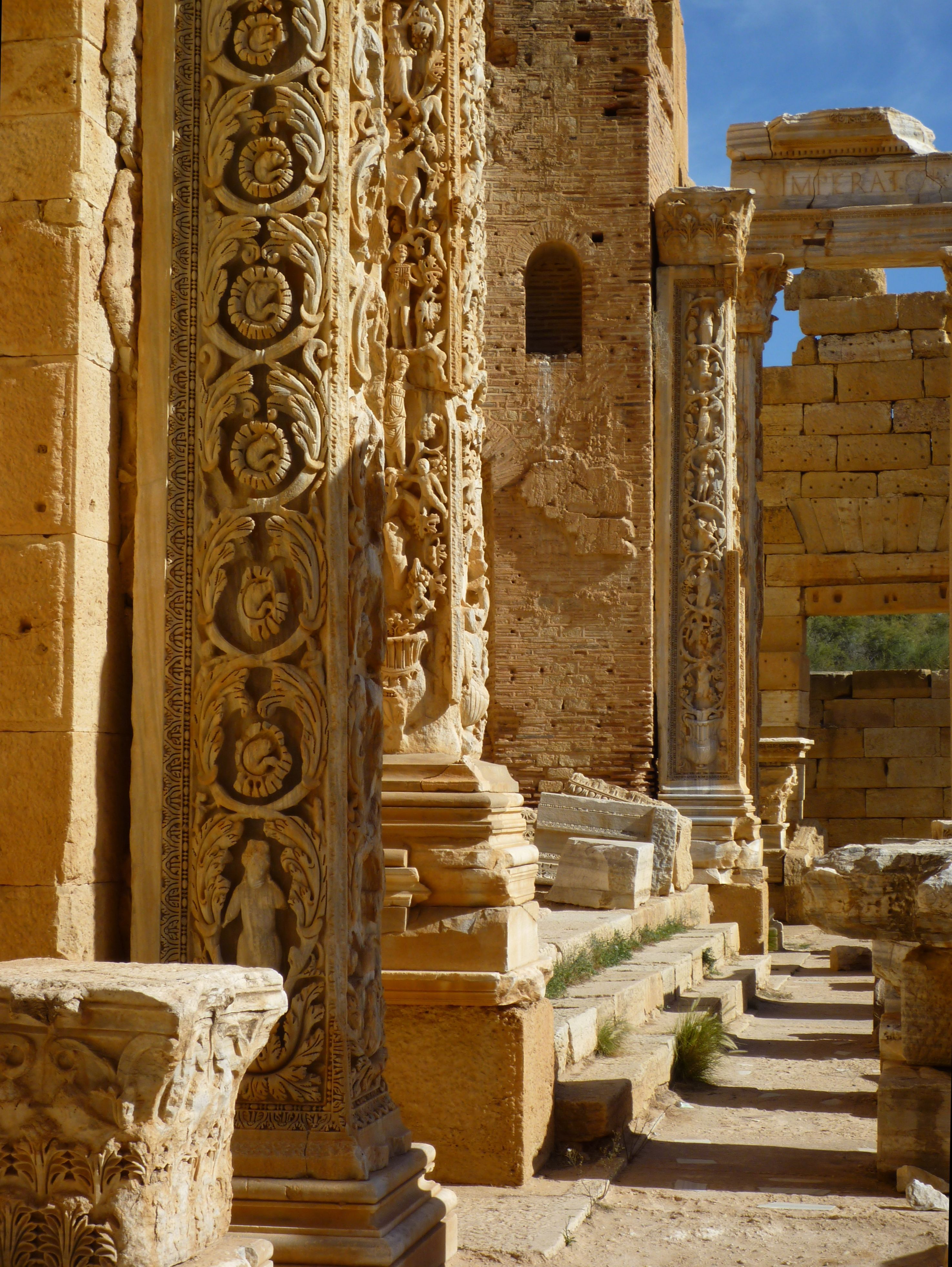
Rinceaux sculptés dans les trois faces des pilastres de la basilique civile de Leptis Magna, époque romaine.
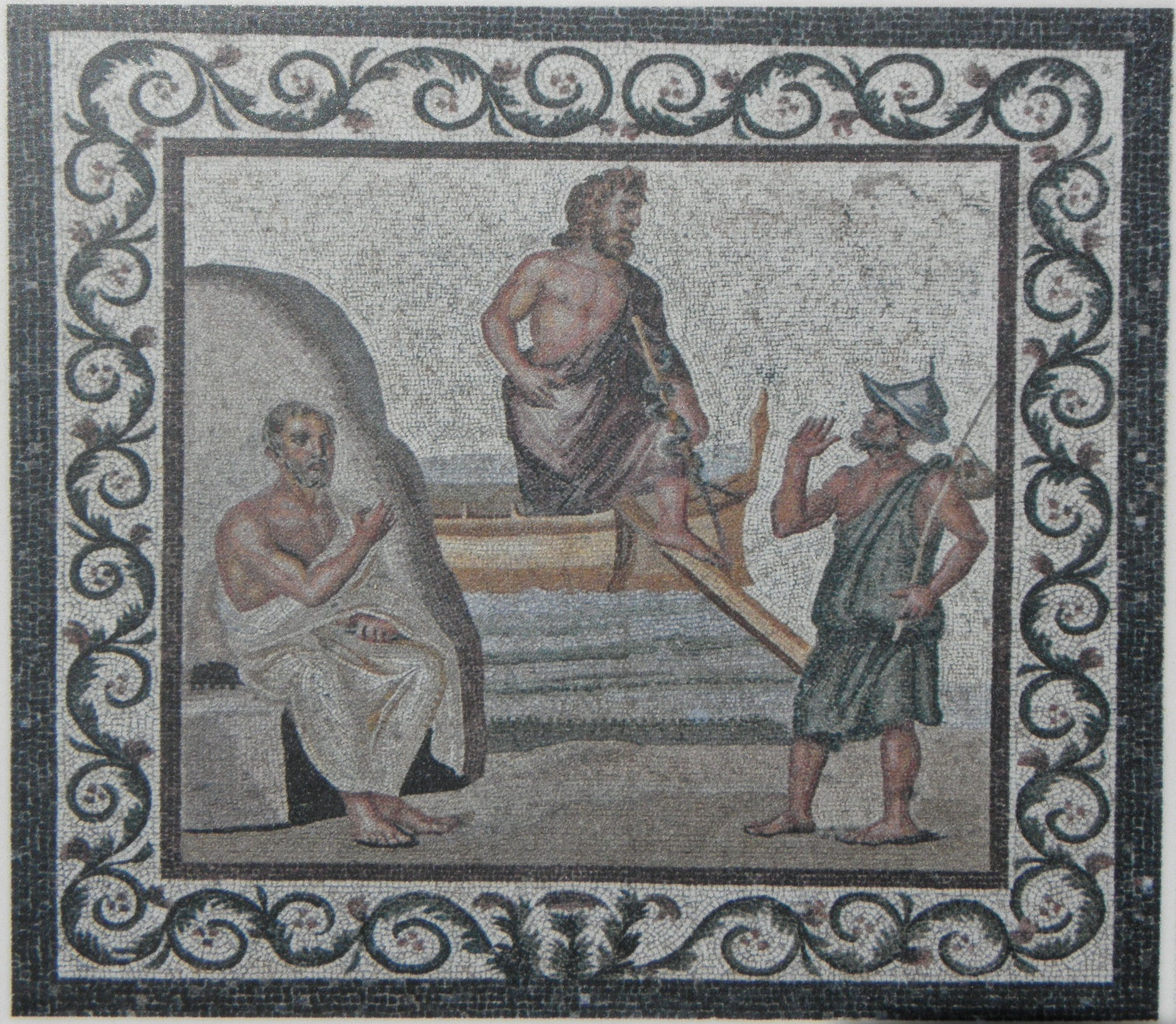
Mosaïque du IIe – IIIe siècle, de l'île de Kos, Grèce, encadrée par deux branches de rinceaux, dont la forme est parmi les plus classiques dans l'art romain.
Un paon perdu dans une forêt de rinceaux. Mosaïque romaine antique de Tunisie.
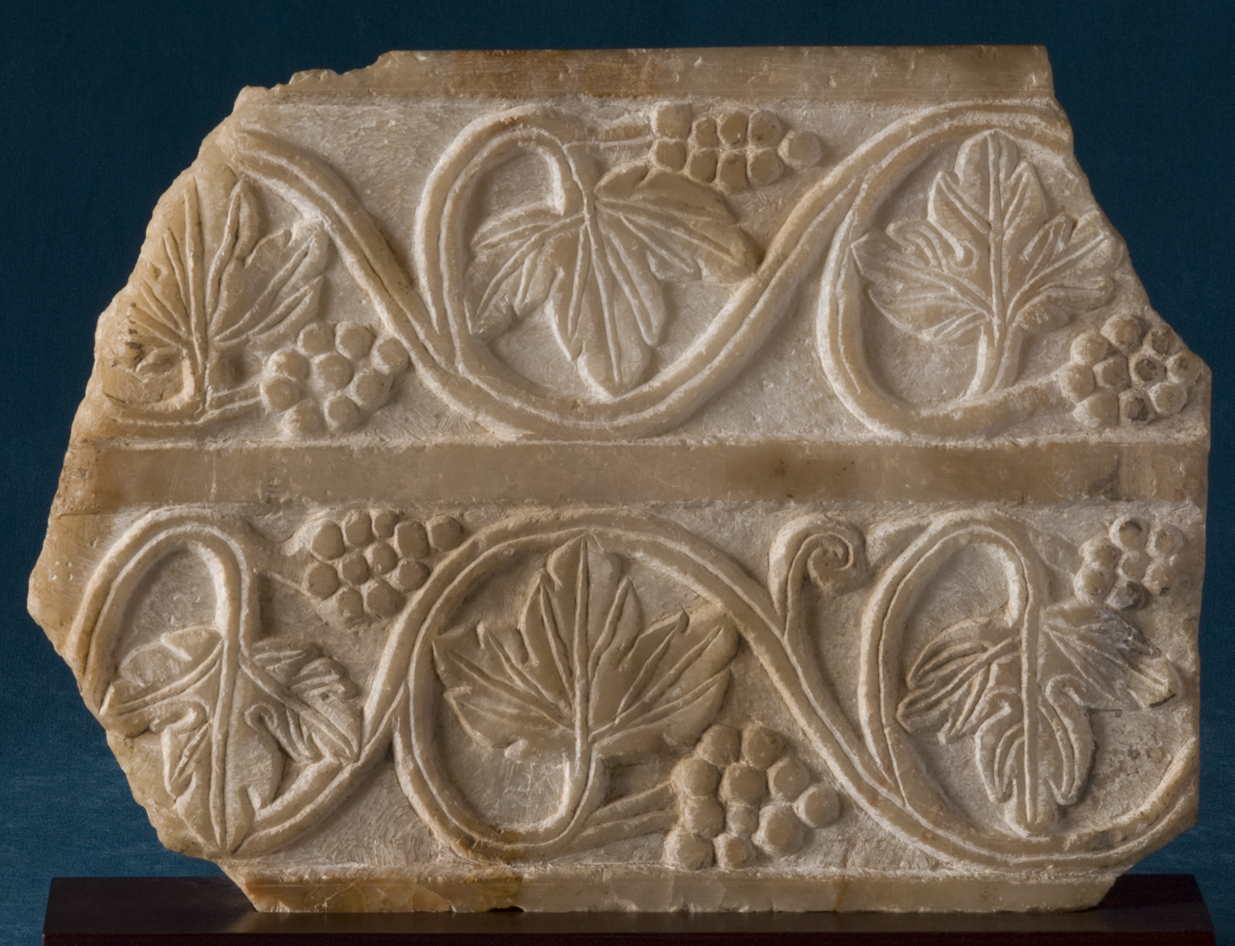
Rinceaux de vigne de style gréco-romain en Arabie du Sud, IIe siècle.
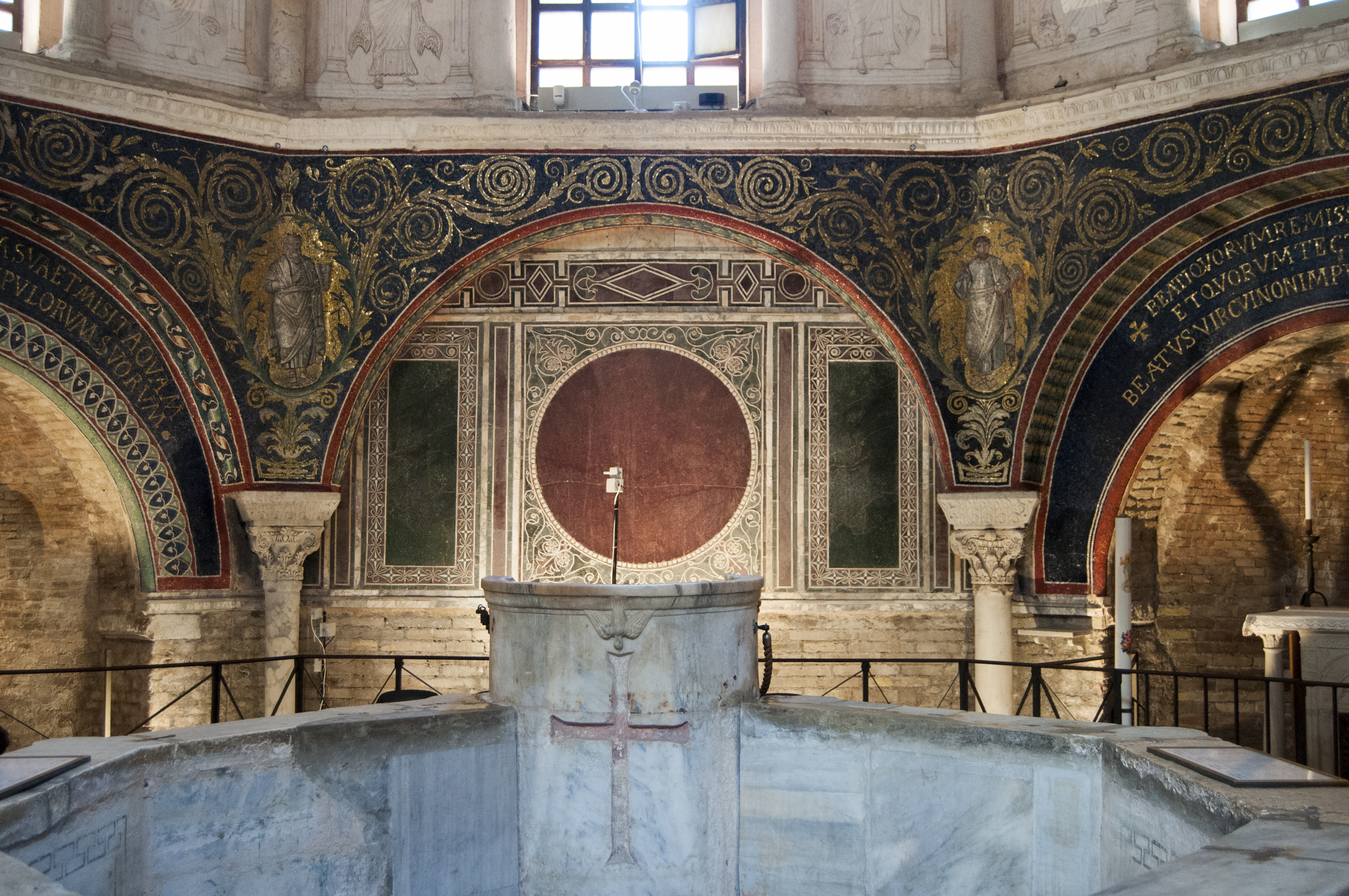
Rinceaux paléochrétiens en mosaïque d'or sur fond bleu nuit décorant le baptistère des Orthodoxes de Ravenne, Ve siècle (voir aussi au baptistère du Latran à Rome).
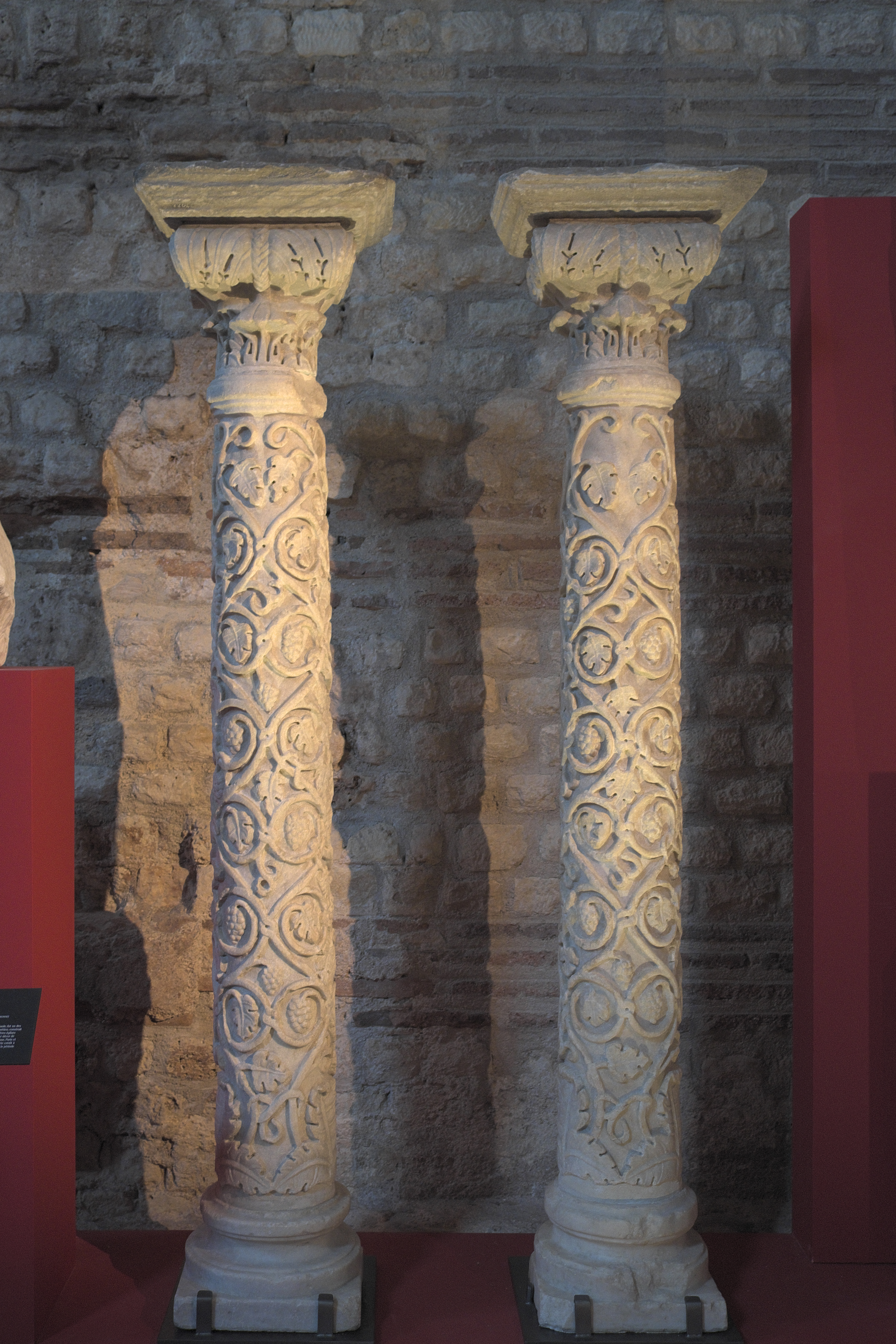
Colonnes en marbre pyrénéen du Ve siècle de l'ancienne basilique de la Daurade de Toulouse.
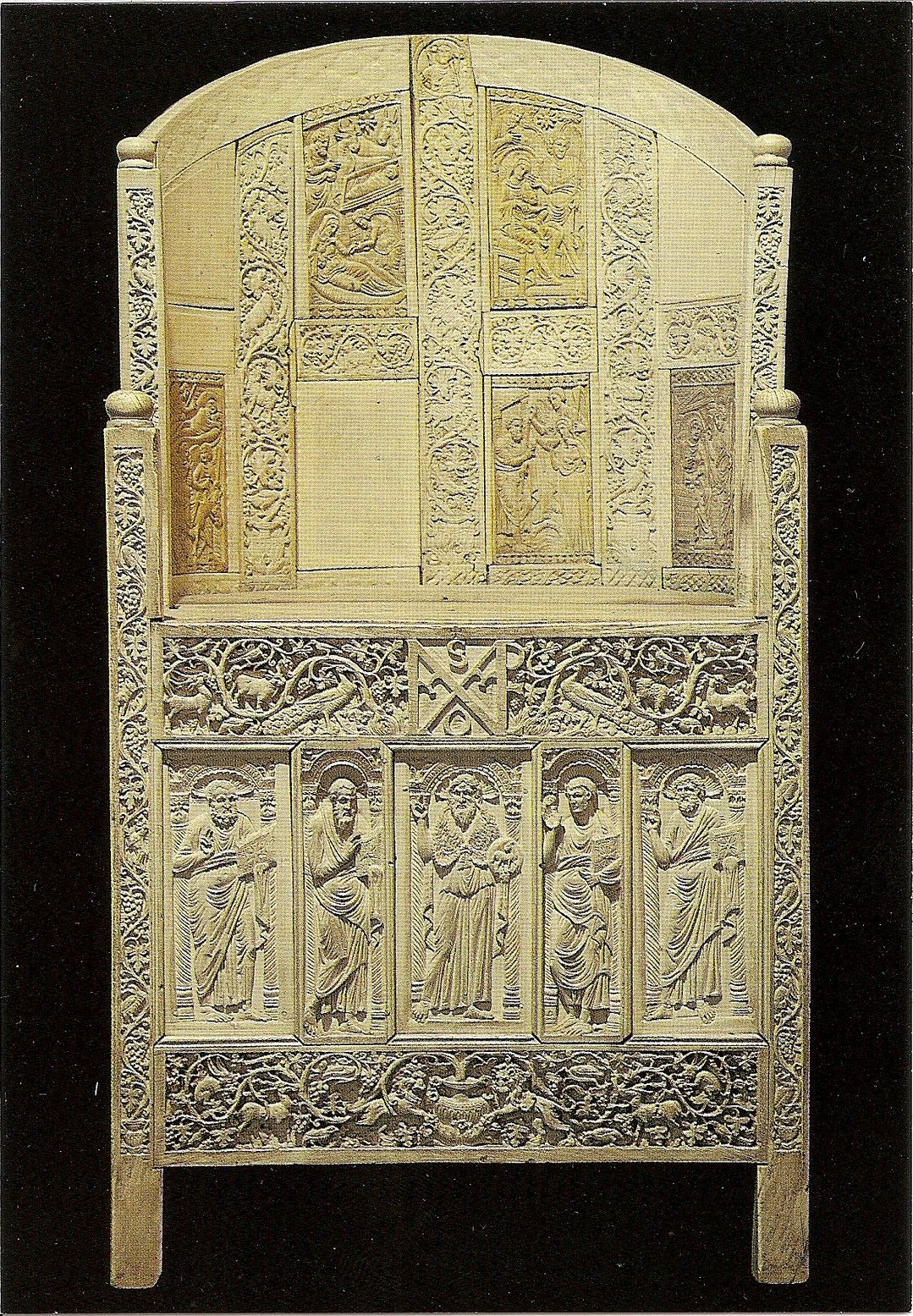
La chaire de Maximien (incomplète), toute en ivoire, VIe siècle.
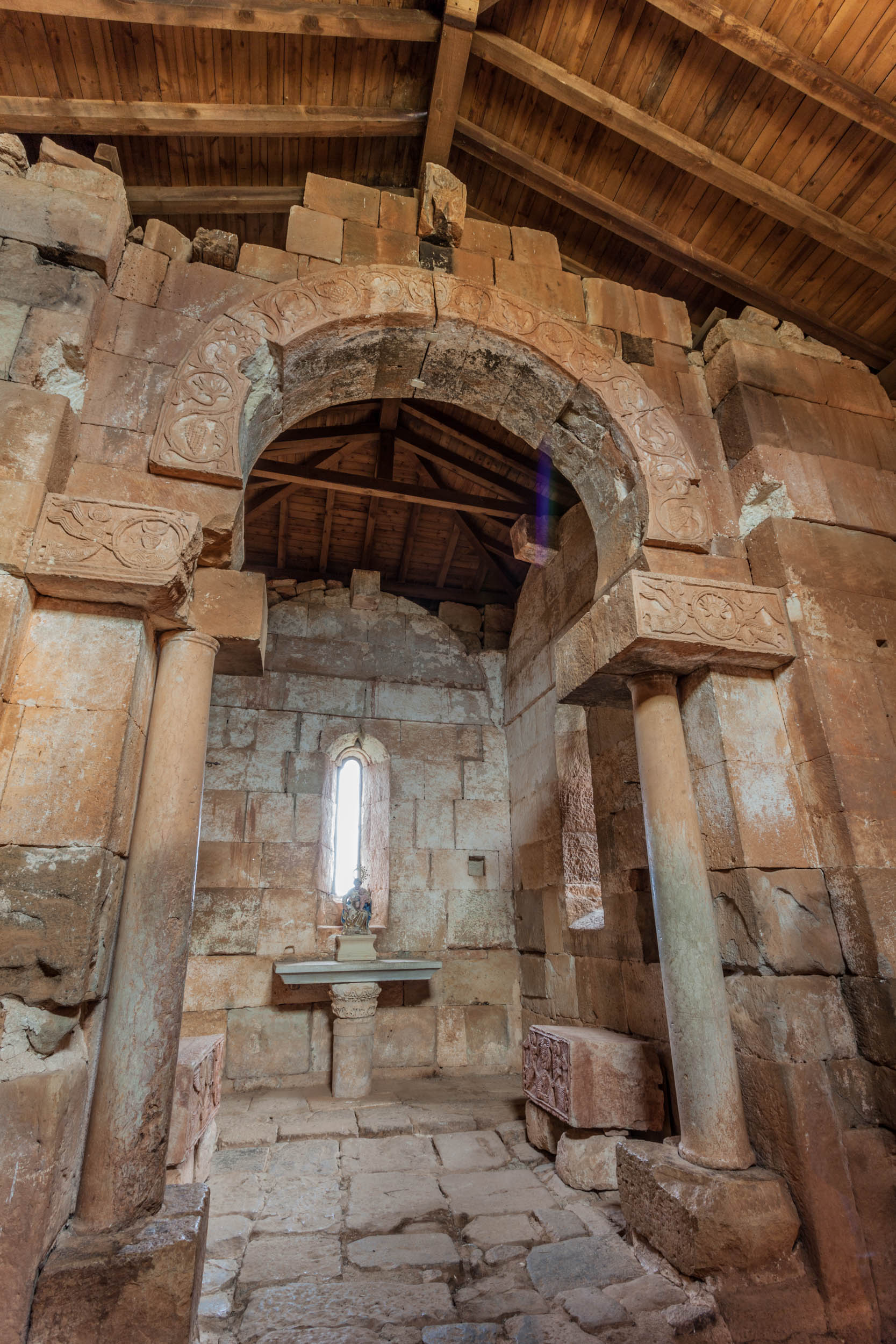
Arc triomphal wisigothique de l'église Santa Maria de Lara, VIIe siècle.
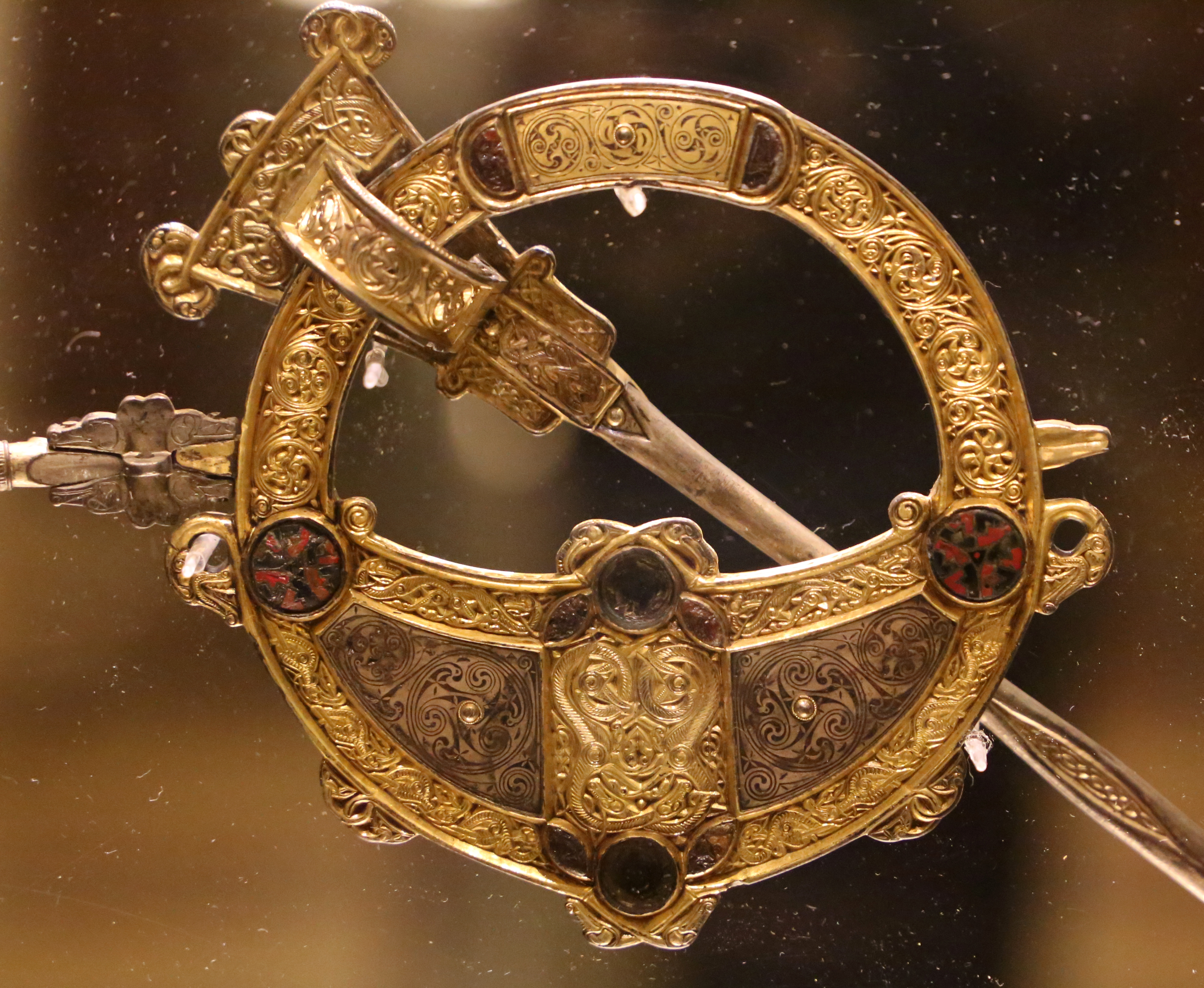
Broche de Tara, art insulaire celtique du haut Moyen Âge, Irlande, vers 700.
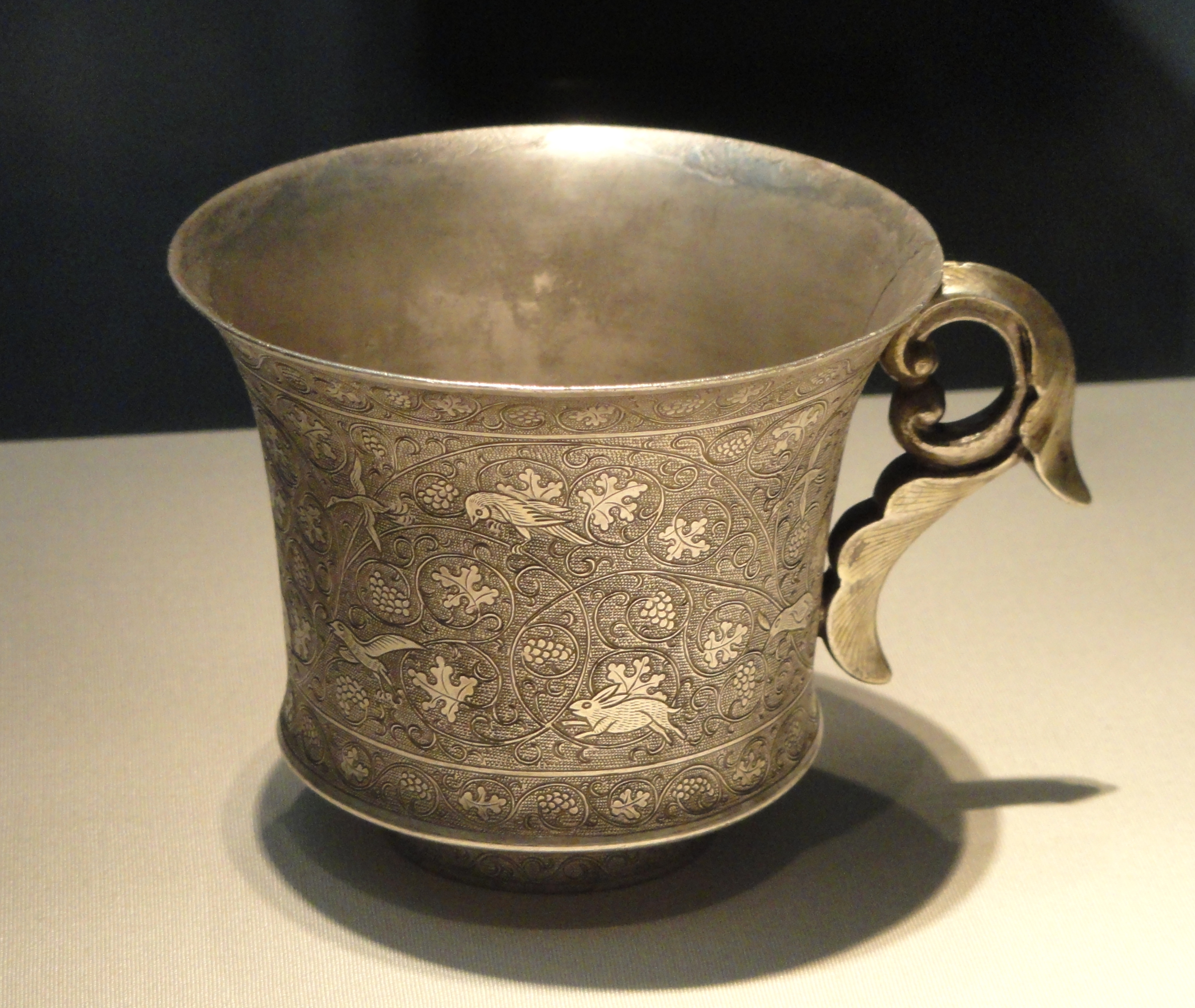
Coupe en argent chinoise de la dynastie Tang, VIIIe siècle, à rinceaux de vigne peuplés d'oiseaux.
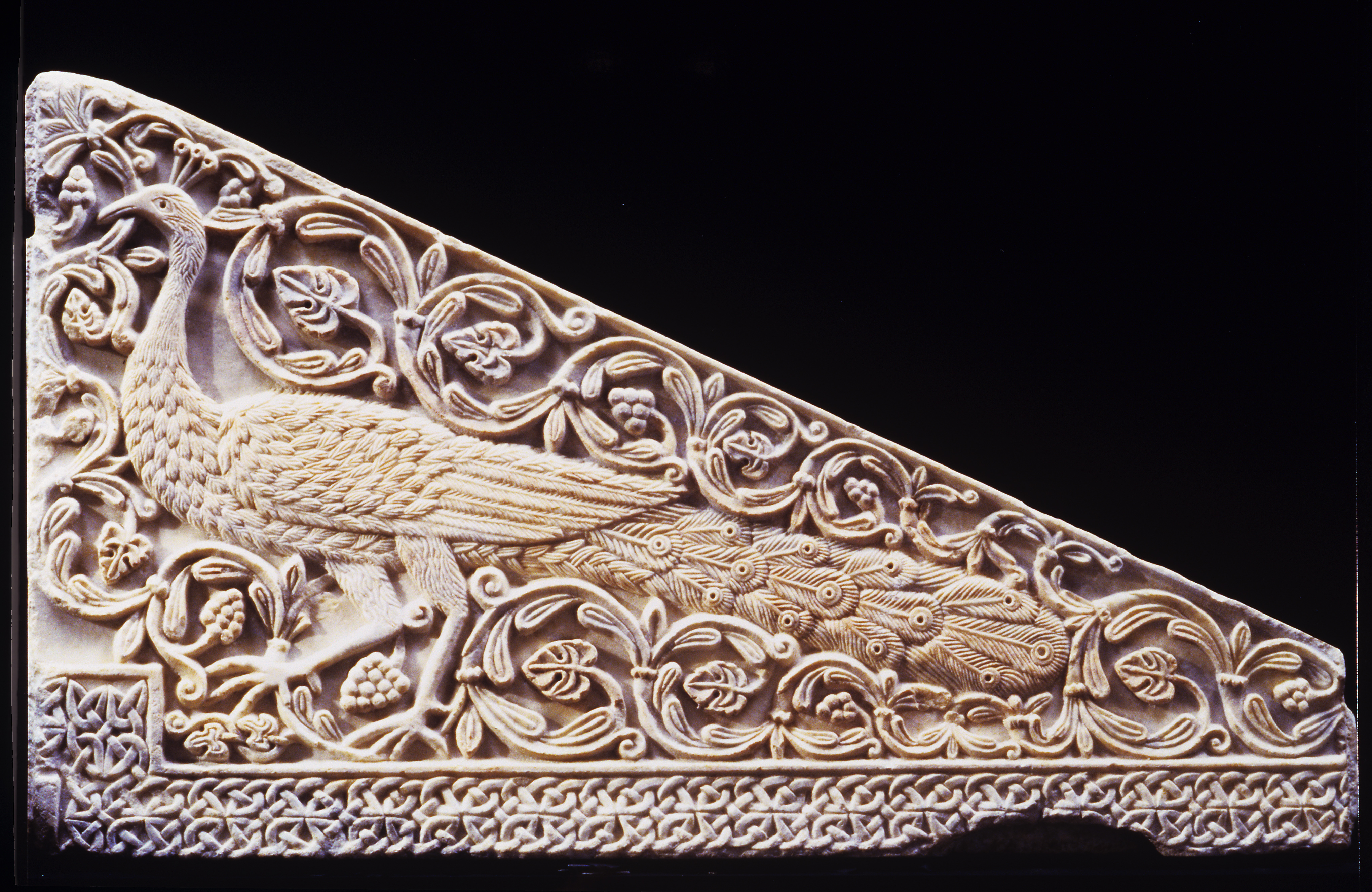
Fragment de l'ancien décor en stuc du VIIIe siècle de l'église lombarde San Salvatore de Brescia, Italie.
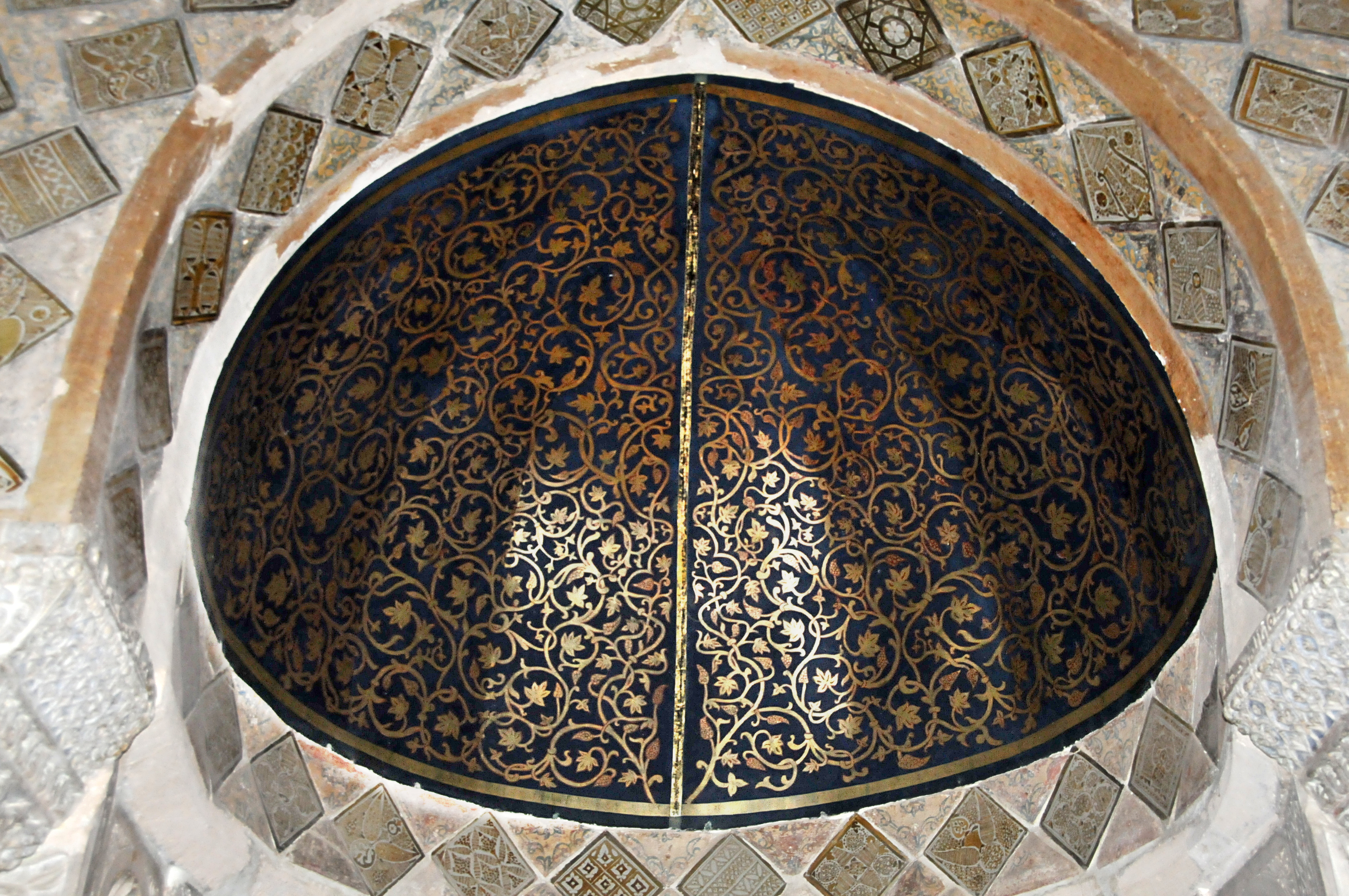
Mihrab de la grande mosquée de Kairouan couvert de rinceaux de vignes en dorure sur fond peint en bleu, IXe siècle.
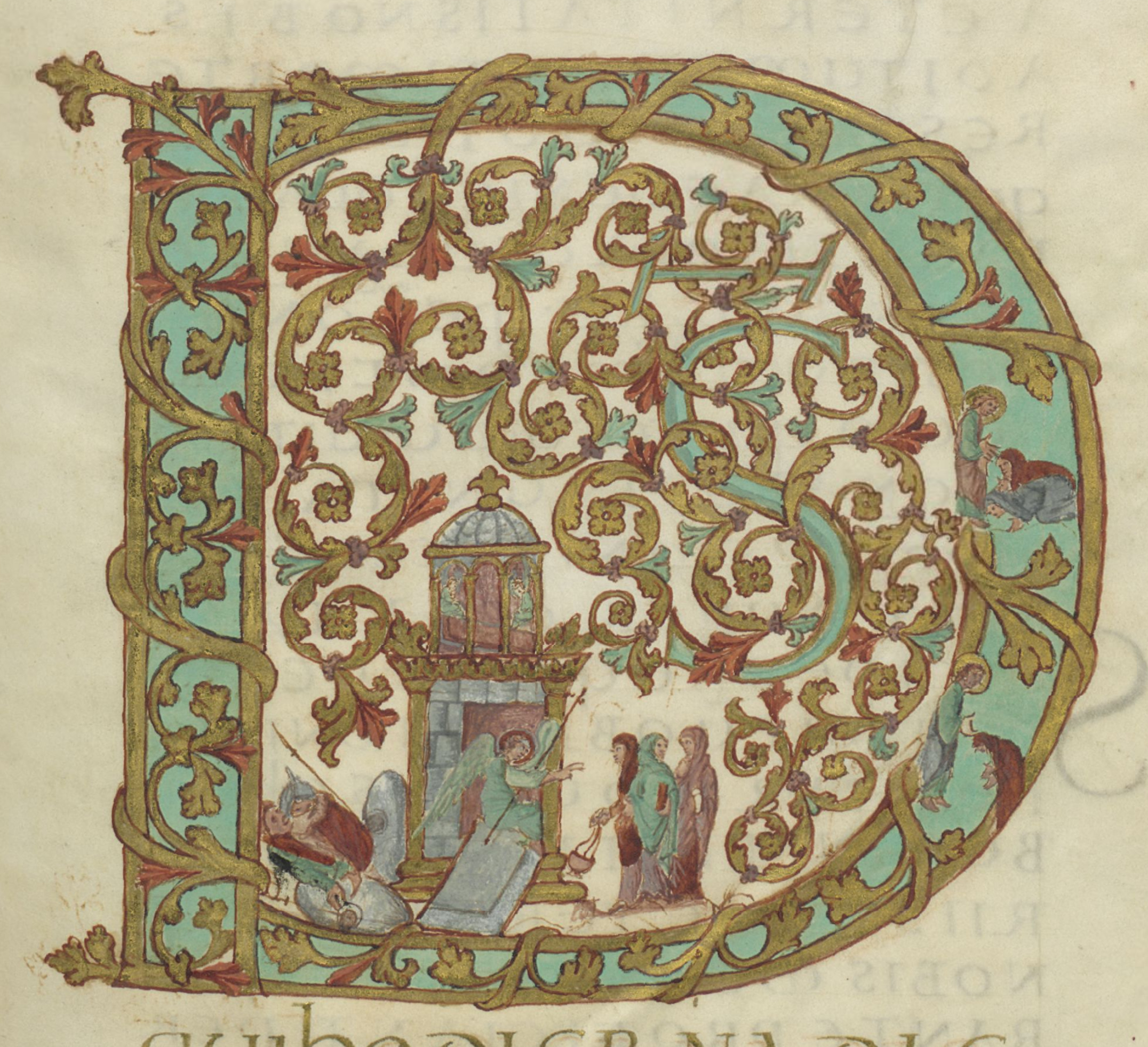
Une lettrine du Sacramentaire de Drogon, manuscrit carolingien, vers 845-855.
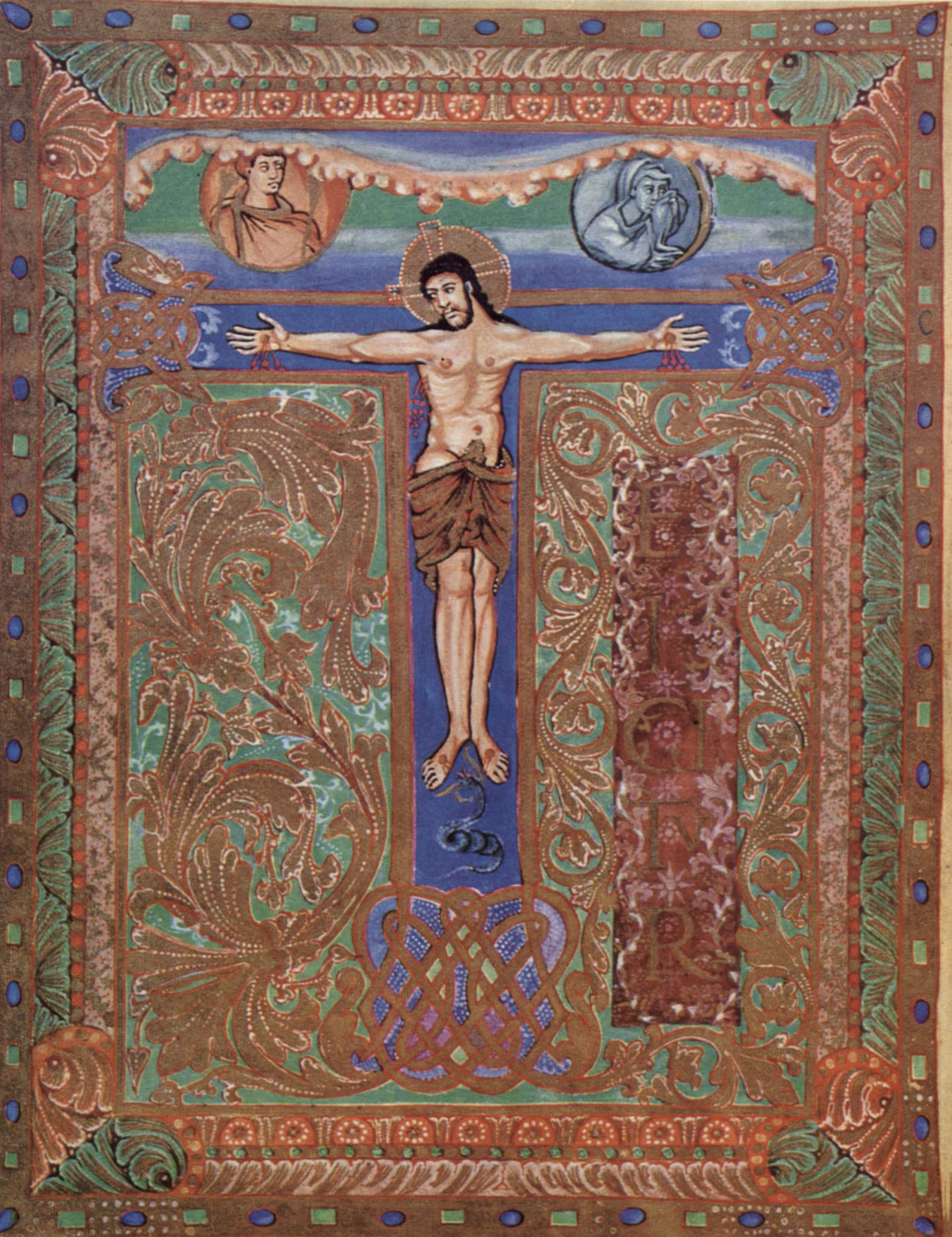
Sacramentaire de Charles le Chauve, vers 875.
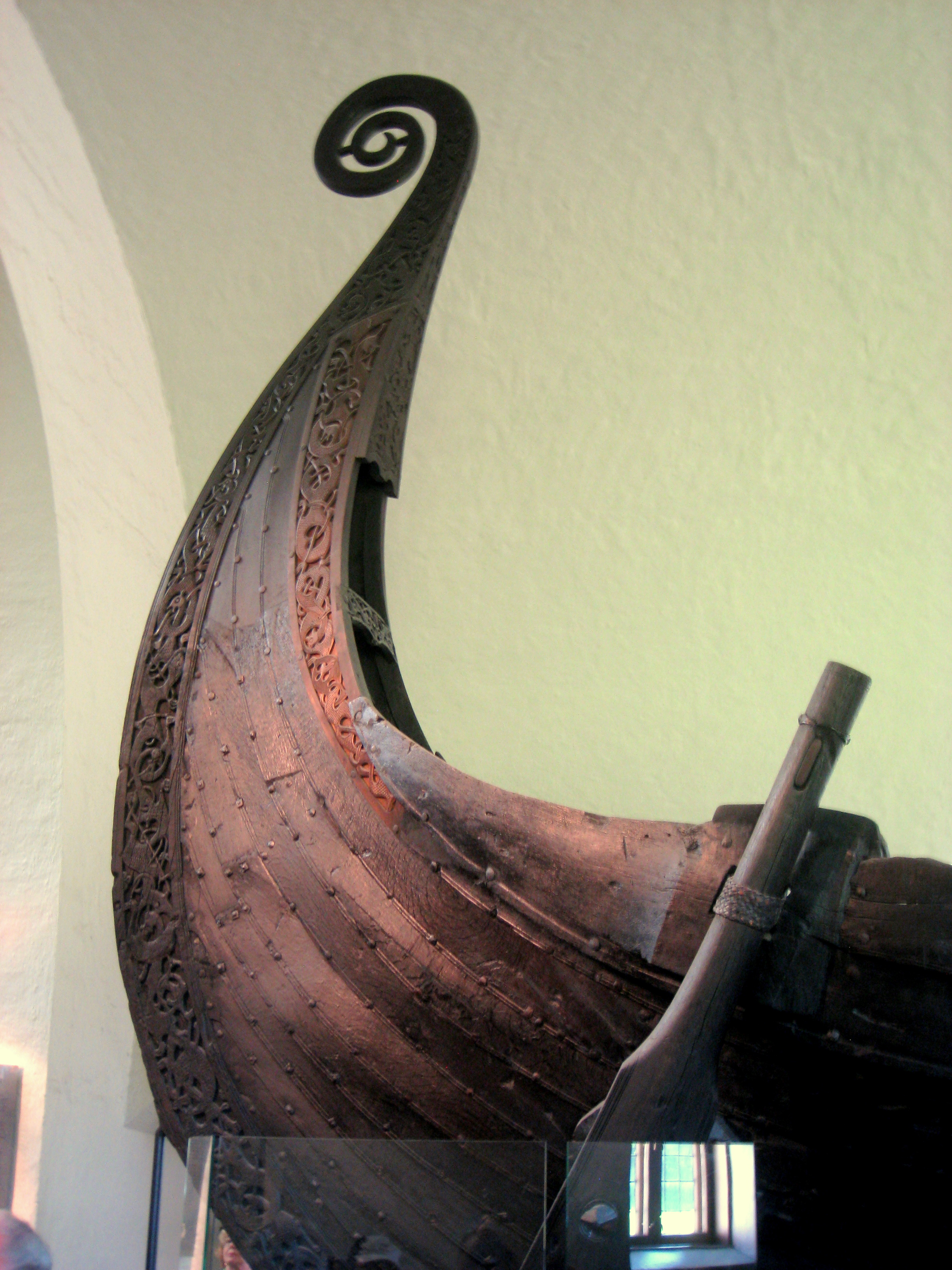
Bateau viking provenant de Norvège, orné de rinceaux stylisés d'origine celto-germanique.
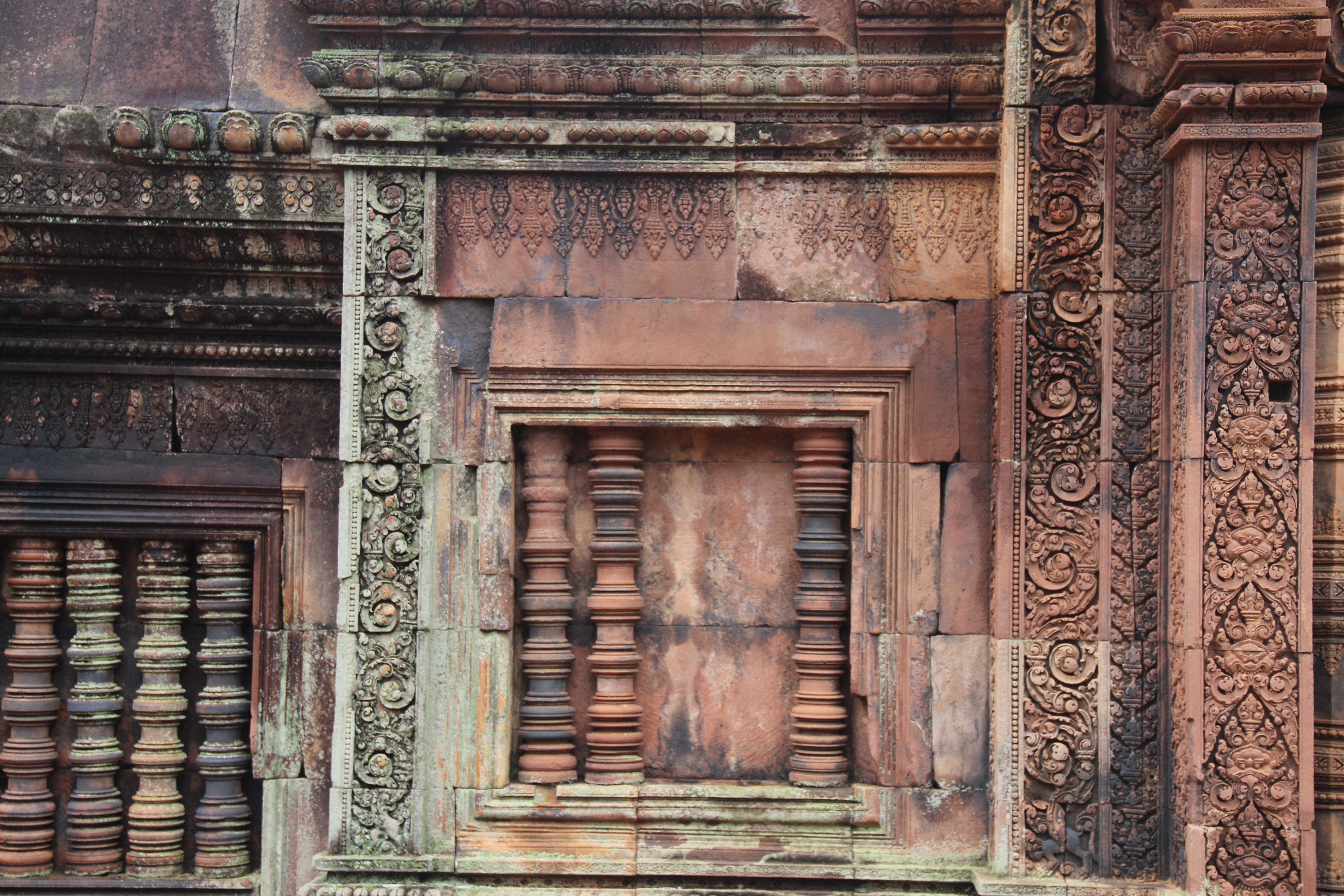
Les rinceaux khmers font partie des nombreuses références hellénistiques visibles en Asie du Sud-Est, filtrées par l'Inde. Banteay Srei, Angkor, Cambodge, Xe siècle.
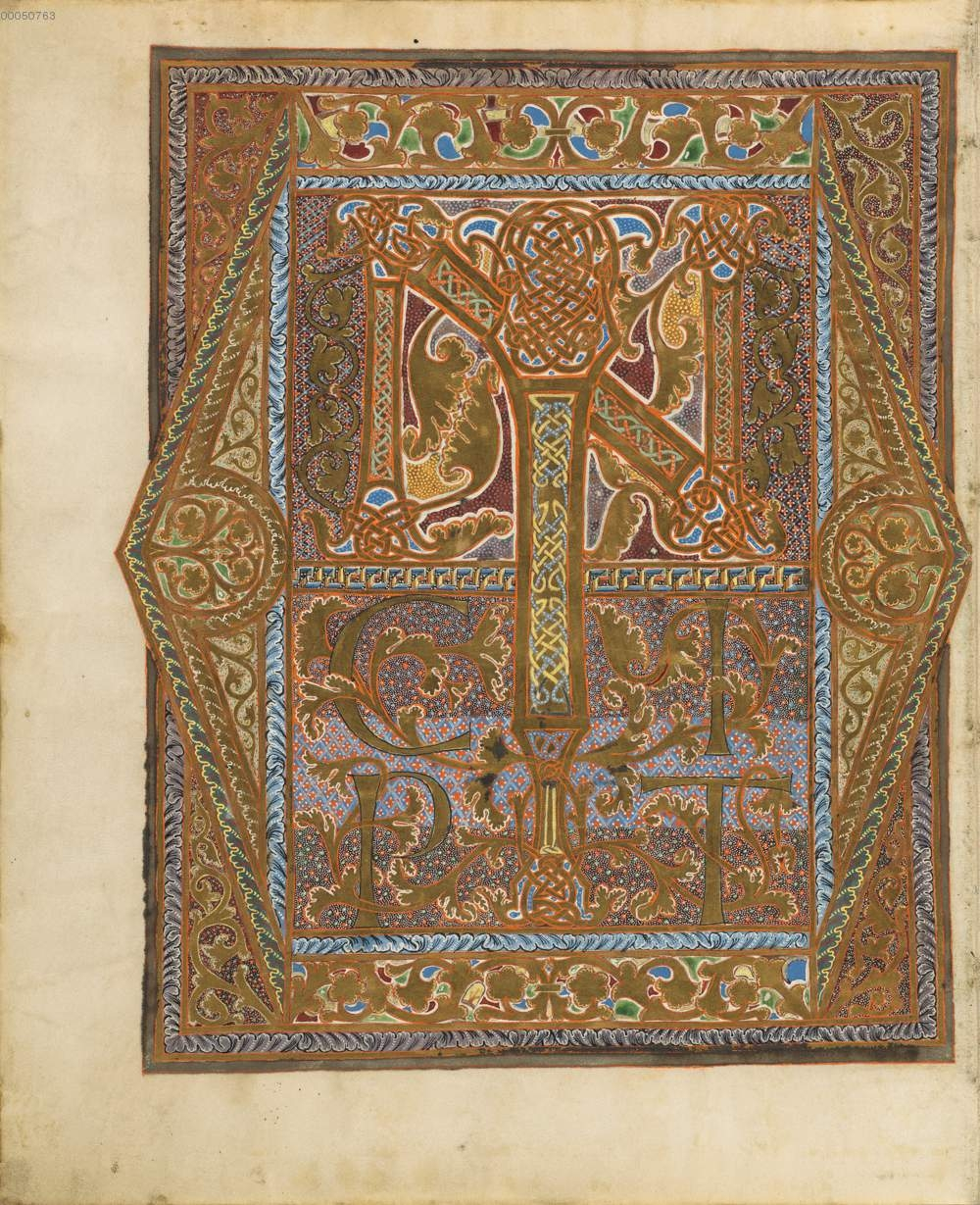
Incipit du Sacramentaire d'Henri II, enluminure ottonienne, vers 1002-1014.
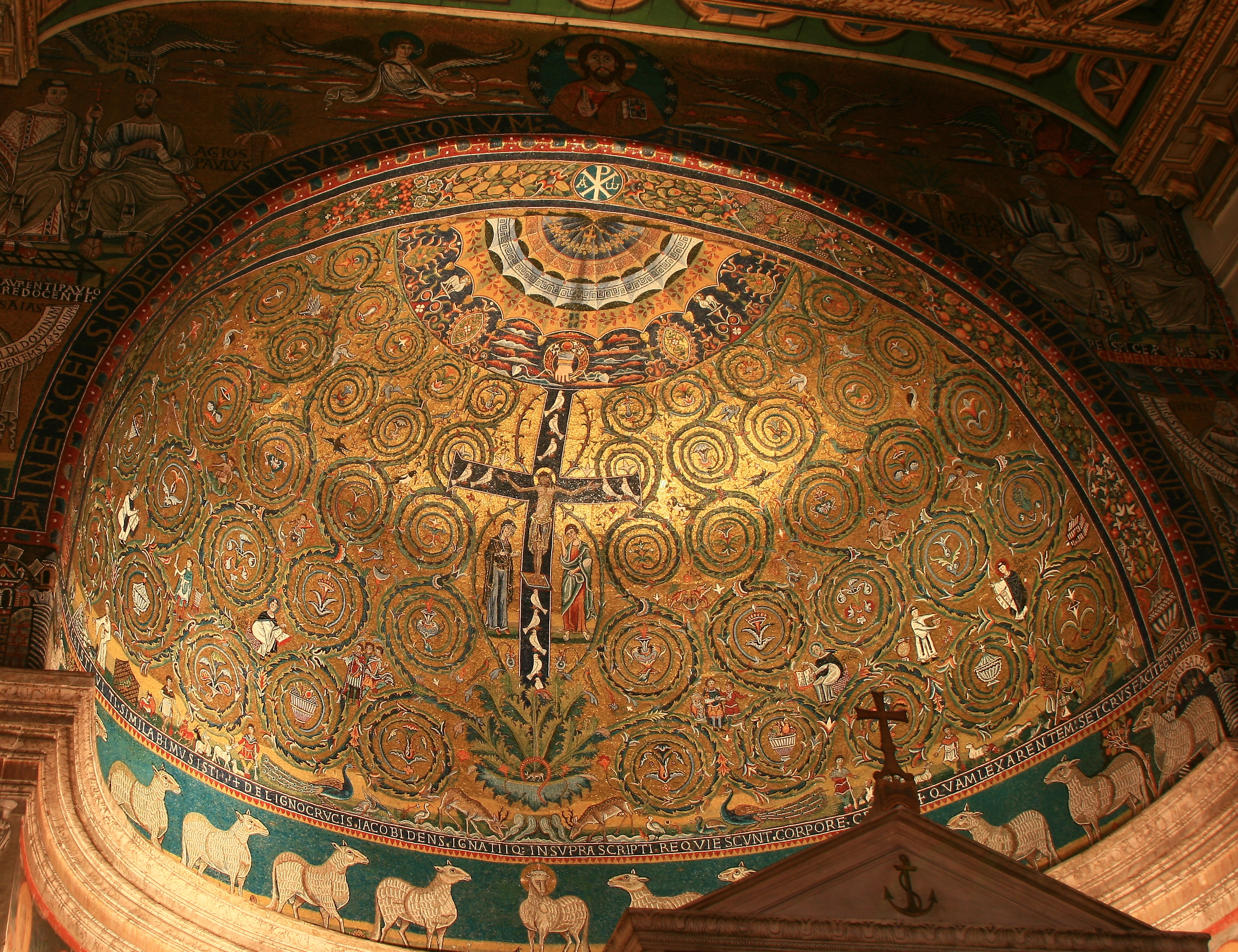
Mosaïque du XIIe siècle dans l'abside de la basilique Saint-Clément-du-Latran, illustrant la continuité à Rome des modèles antiques et paléochrétiens durant tout le Moyen Âge.
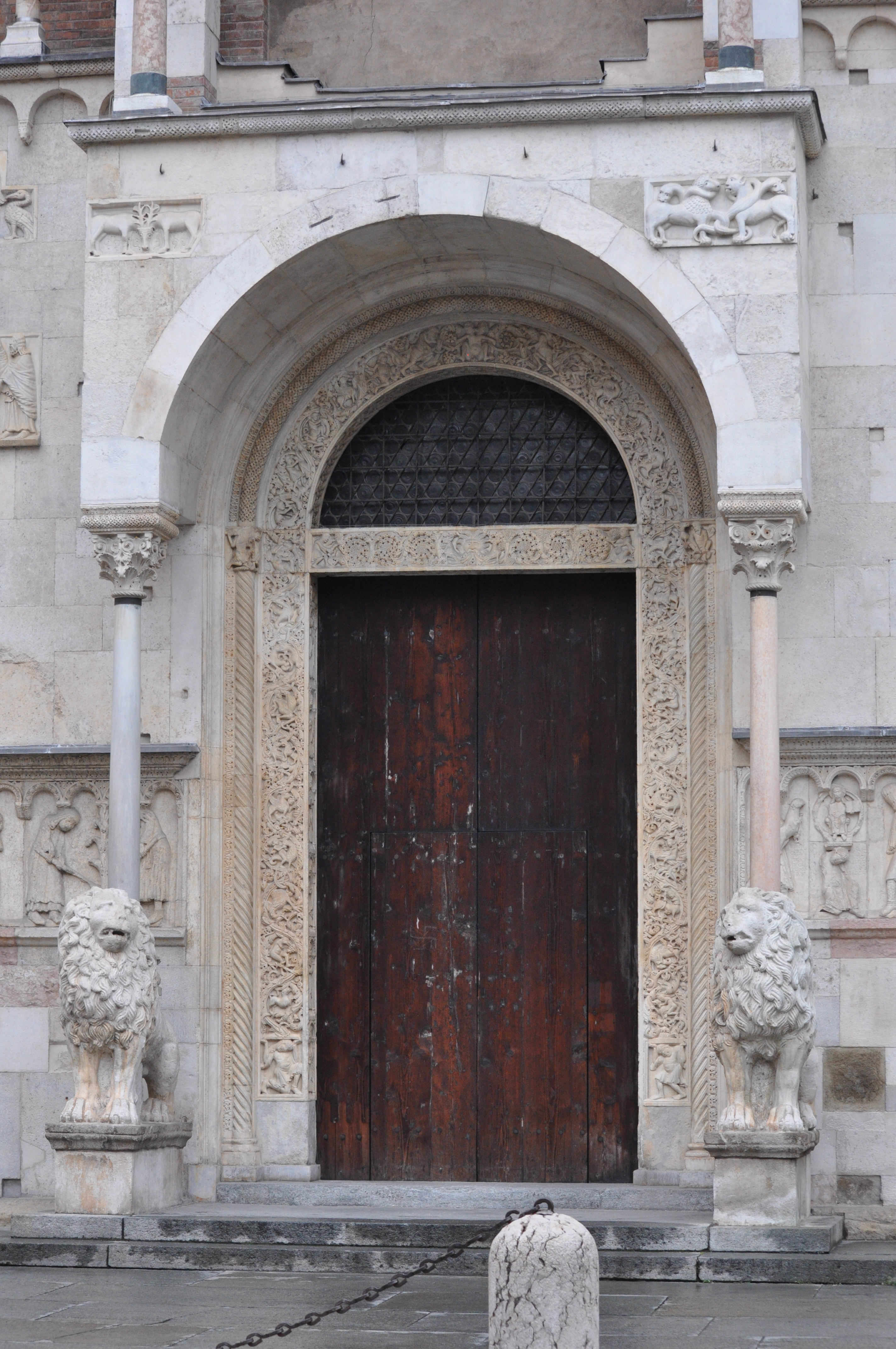
Portail central roman de la cathédrale de Modène, Italie, XIIe siècle.
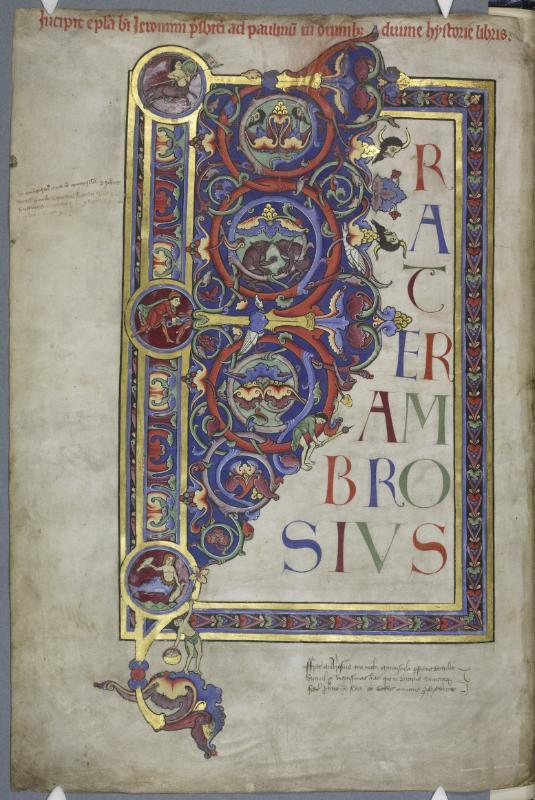
Bible de Bury, Angleterre, XIIe siècle.
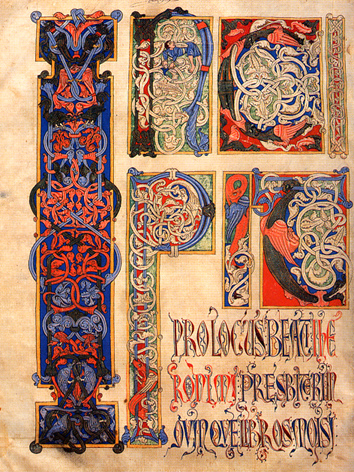
Page enluminée de la bible de Santa Cruz de Coimbra, Portugal, XIIe siècle.
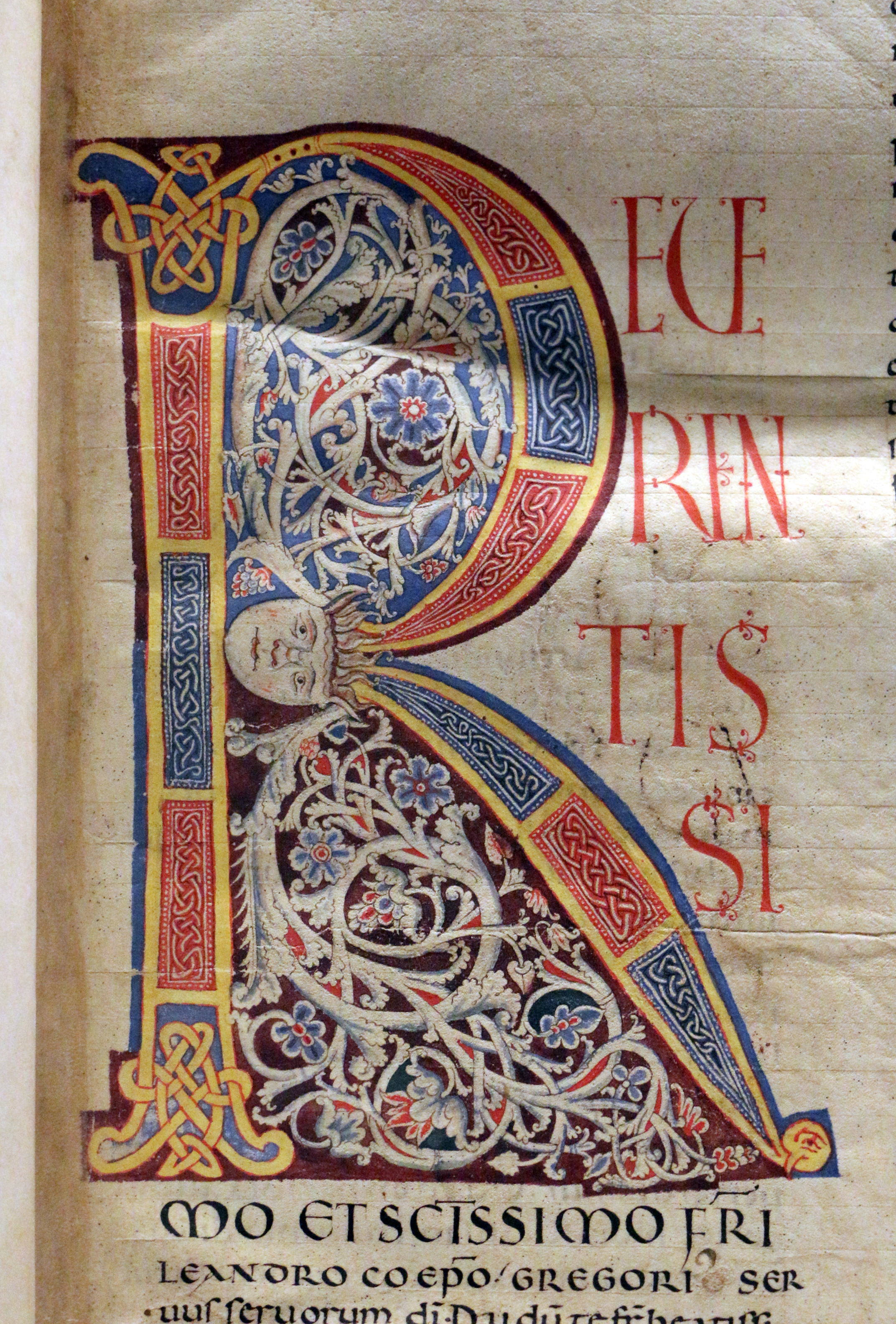
Lettrine d'un manuscrit italien, vers 1150.
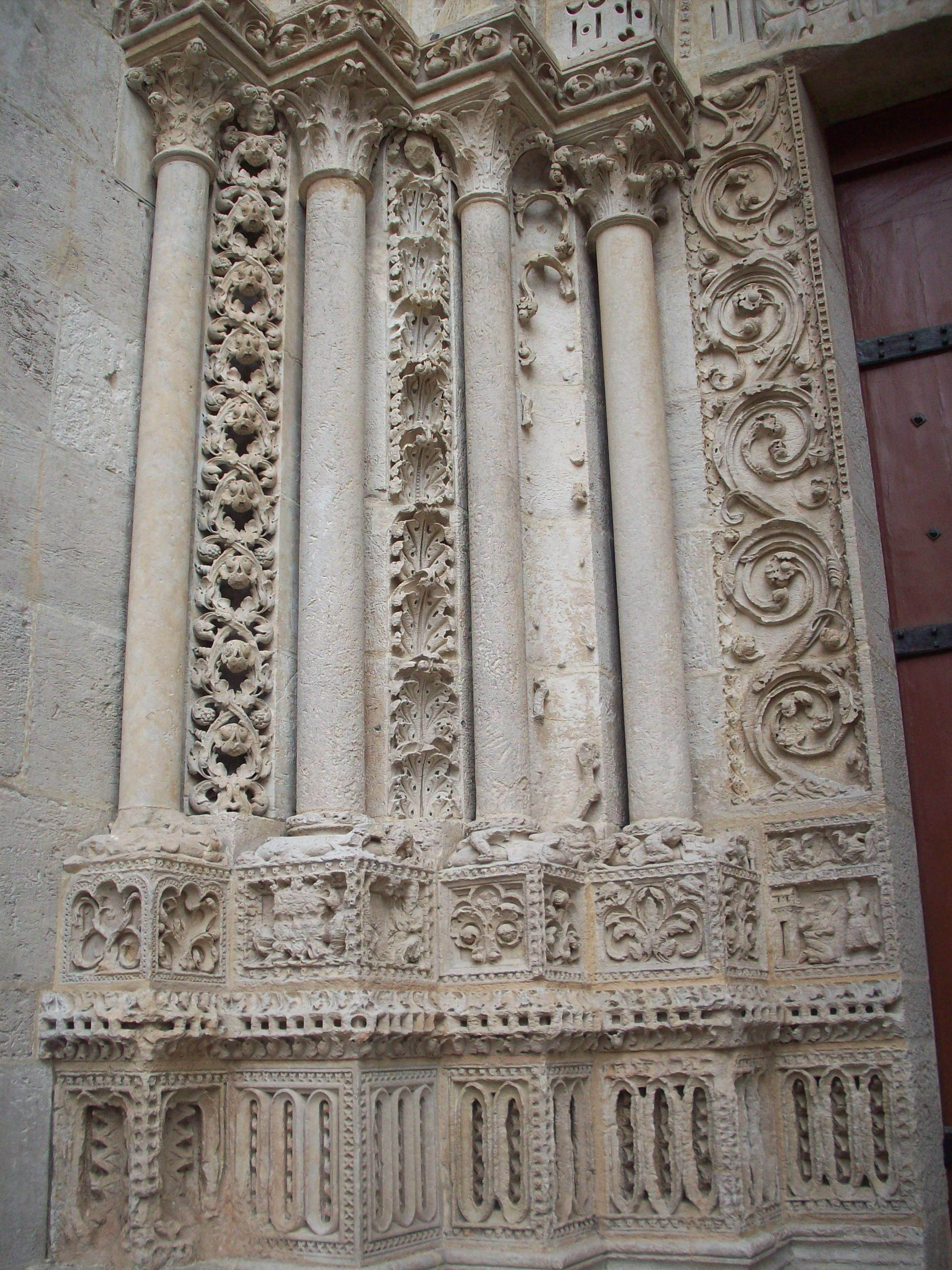
Rinceaux du portail Saint-Jean de la cathédrale de Rouen, gothique primitif, XIIe siècle.
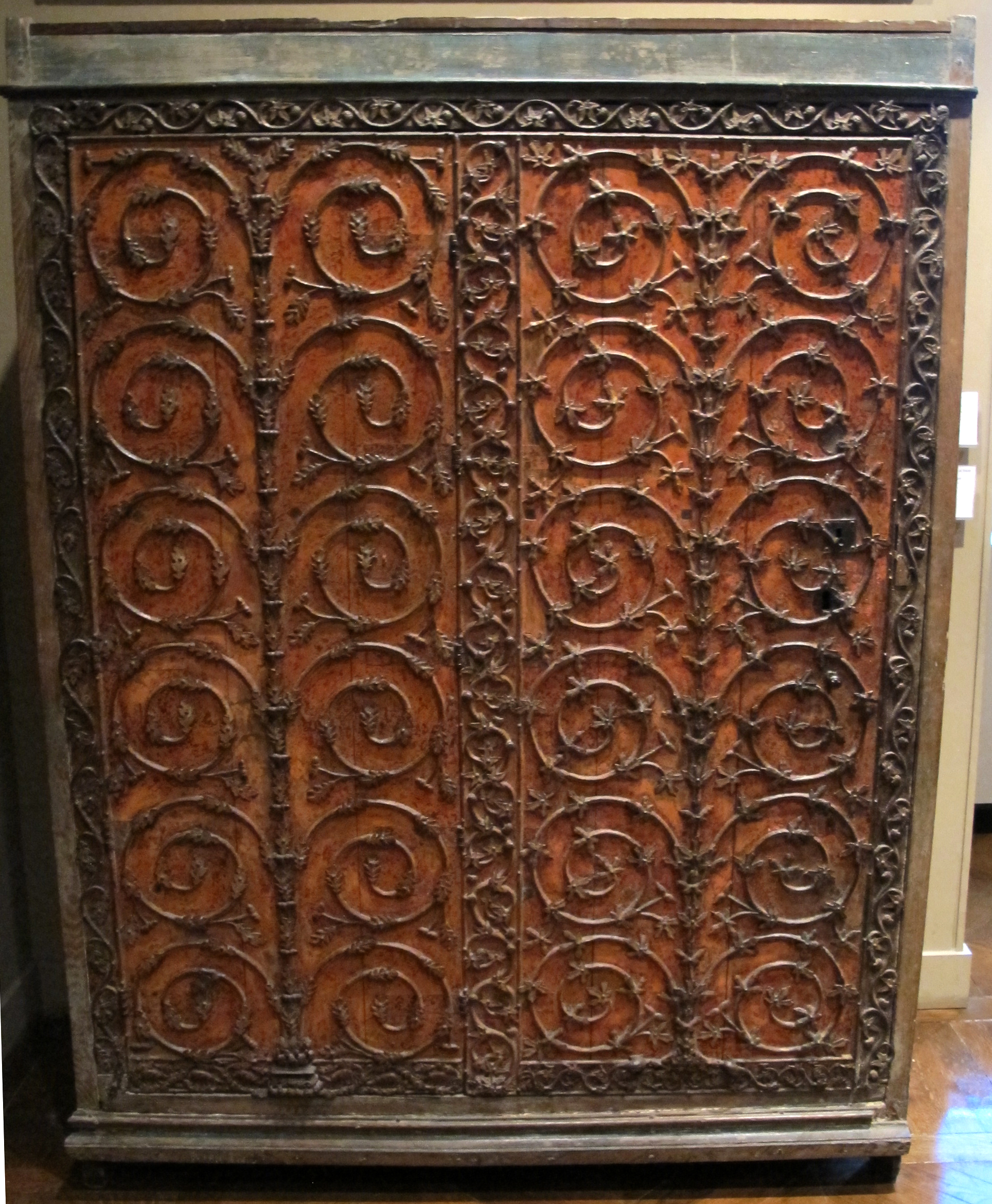
Armoire gothique du XIVe siècle décorée de ferronneries, provenant de la Somme, France.
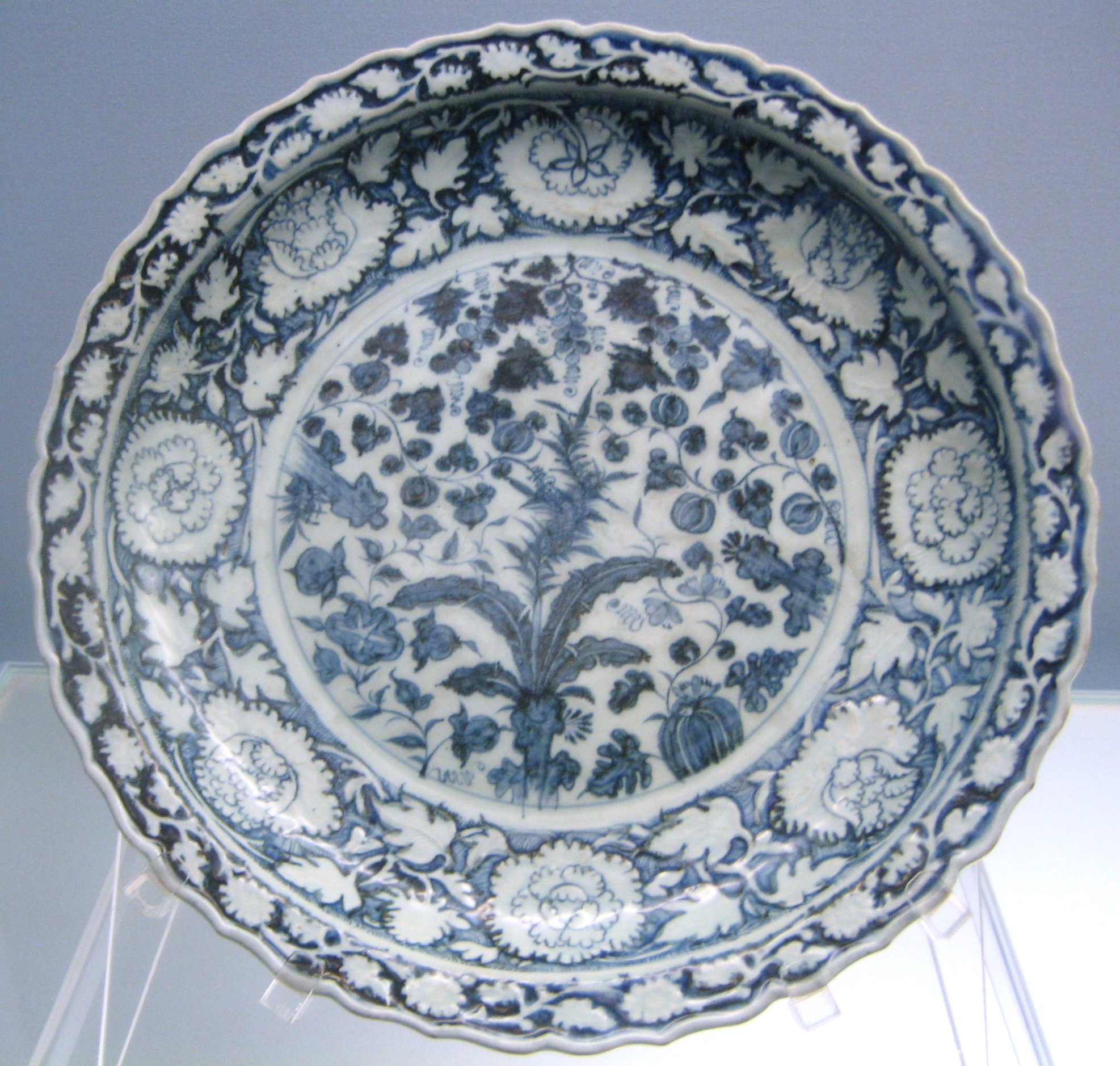
Porcelaine chinoise de la dynastie Yuan (vers 1271-1368).
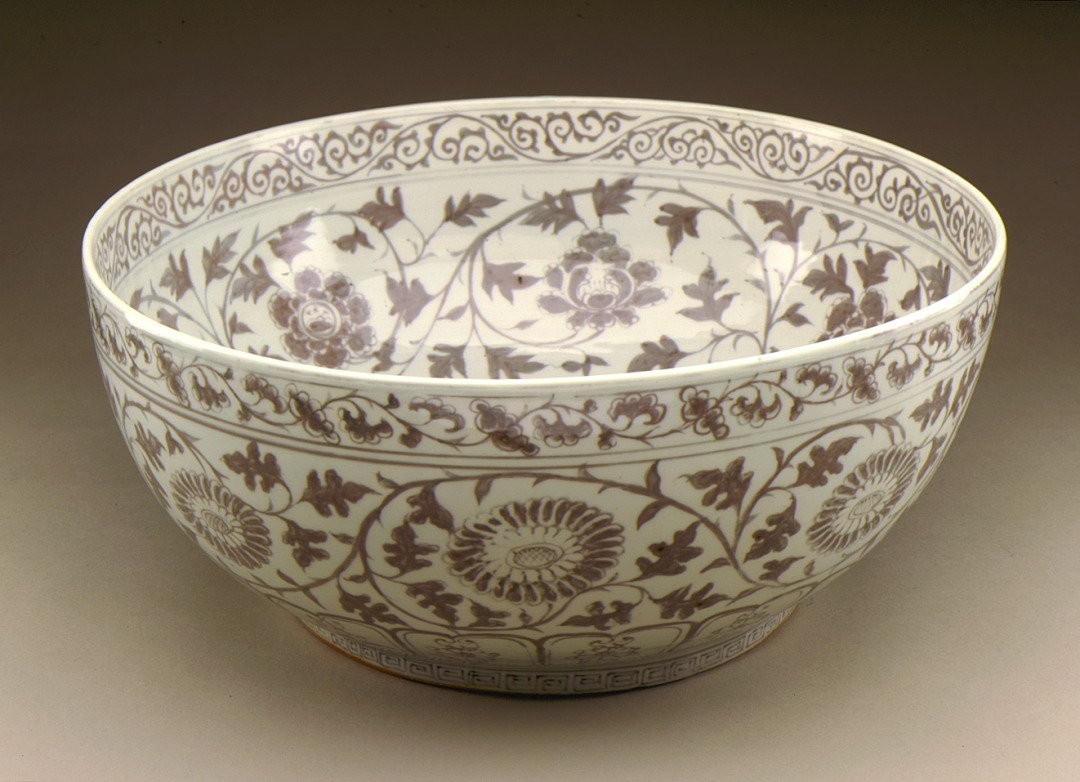
Porcelaine chinoise de la dynastie Ming (vers 1368-1450).
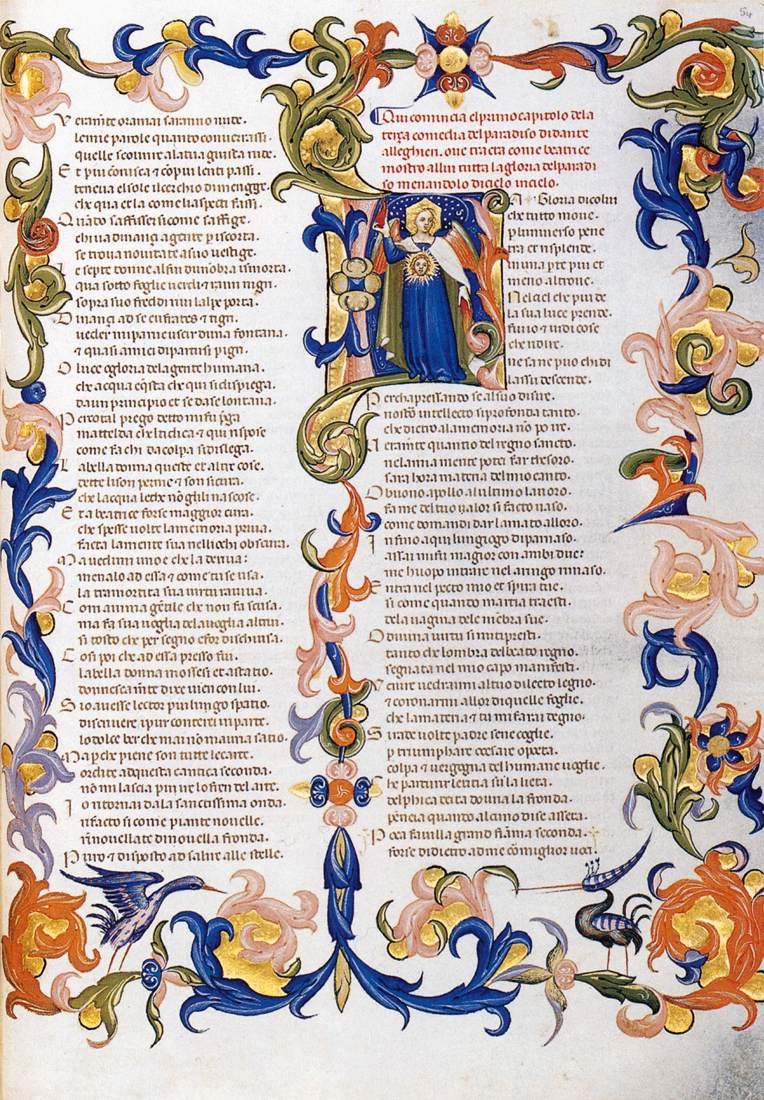
Un folio de la Divine Comédie de Dante, Toscane, vers 1386-1388.
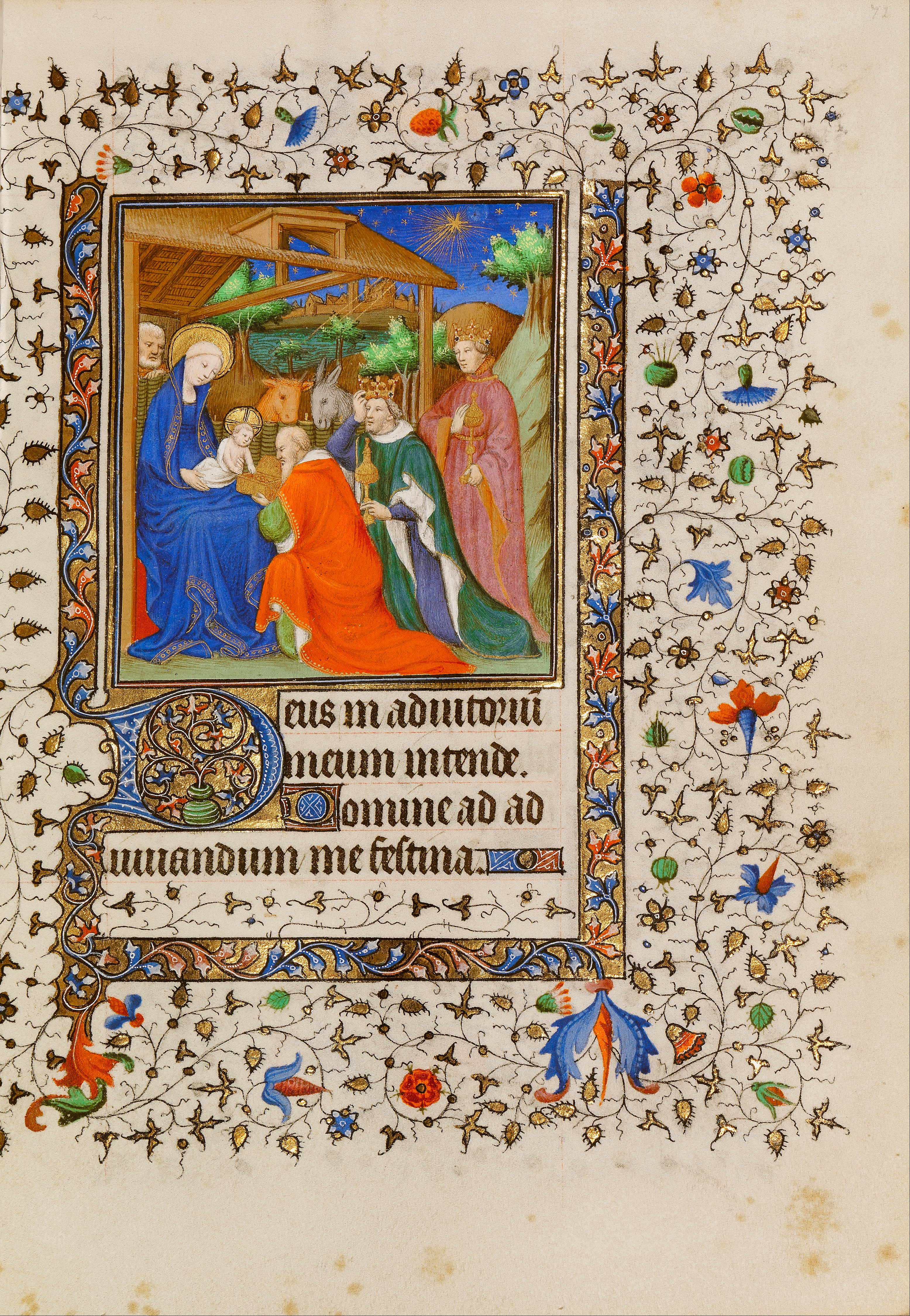
Aspect fréquent des rinceaux dans les manuscrits enluminés gothiques.
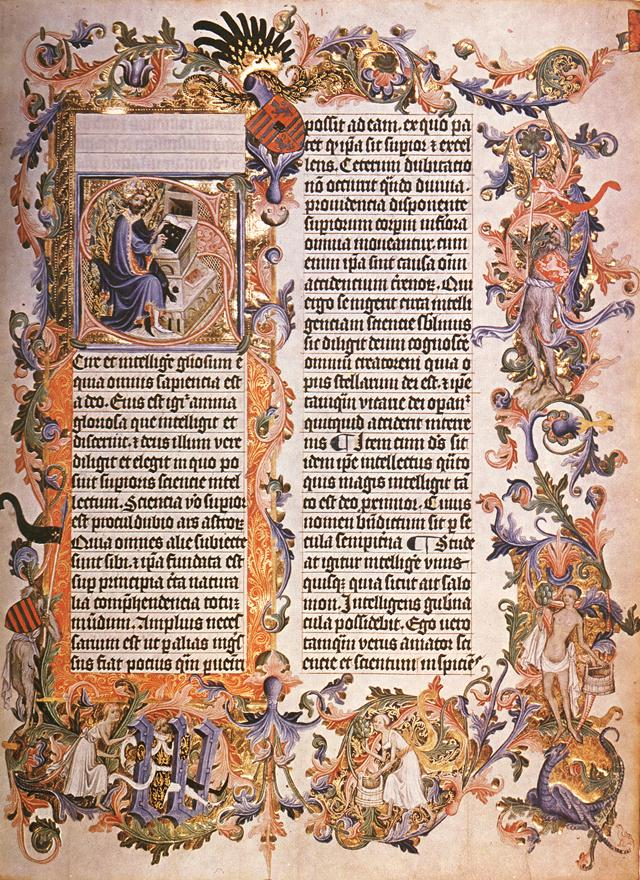
Enluminure d'un manuscrit de Bohème, vers 1400.
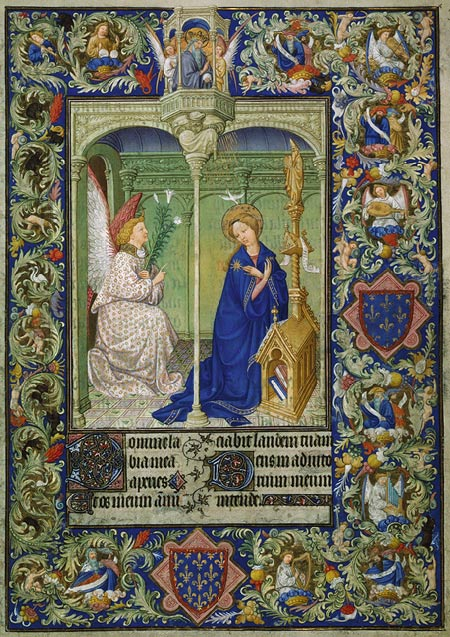
Annonciation encadrée de rinceaux dans Les Belles Heures du duc de Berry, 1405-1409.
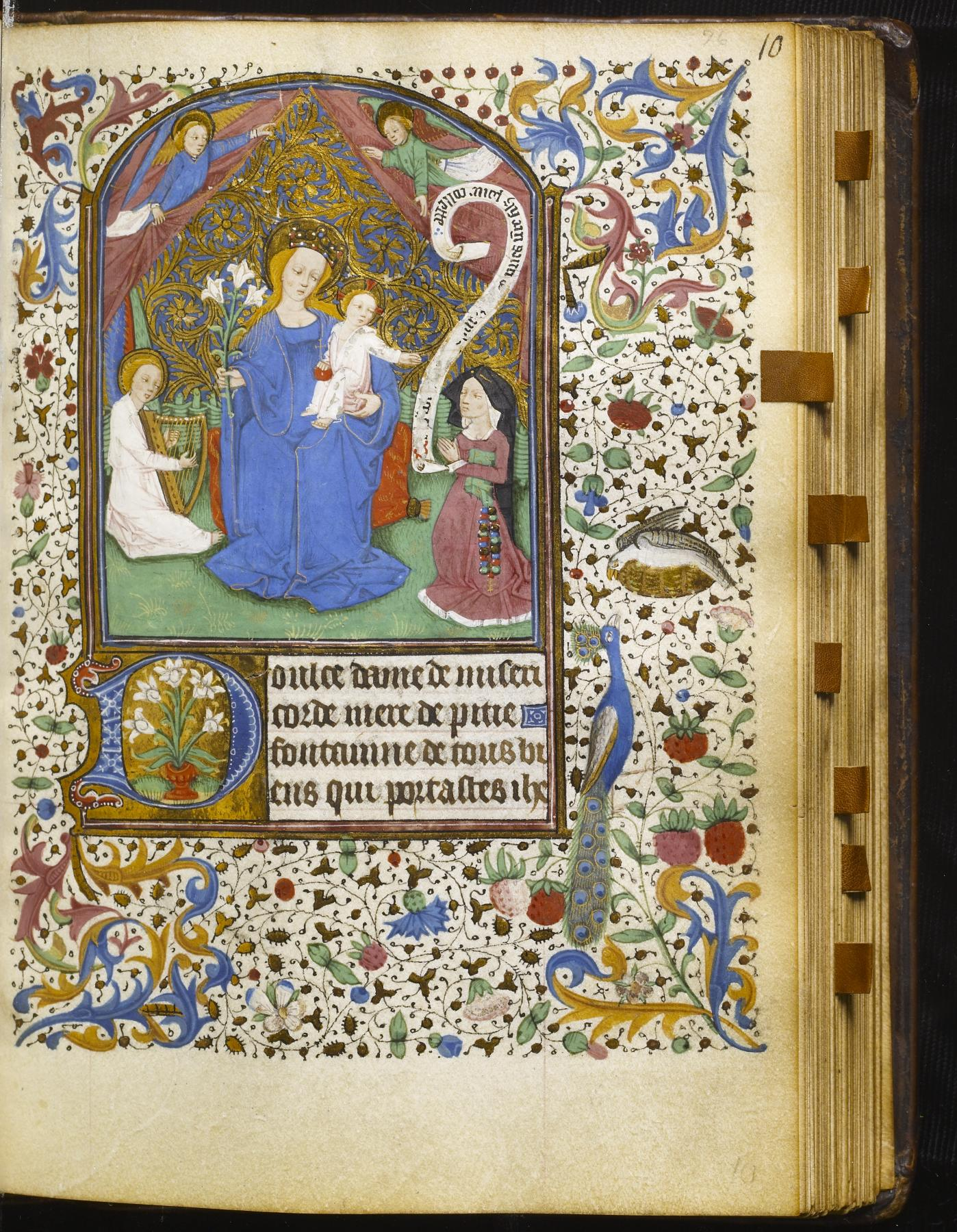
Une page d'un livre d'heures, vers 1460.
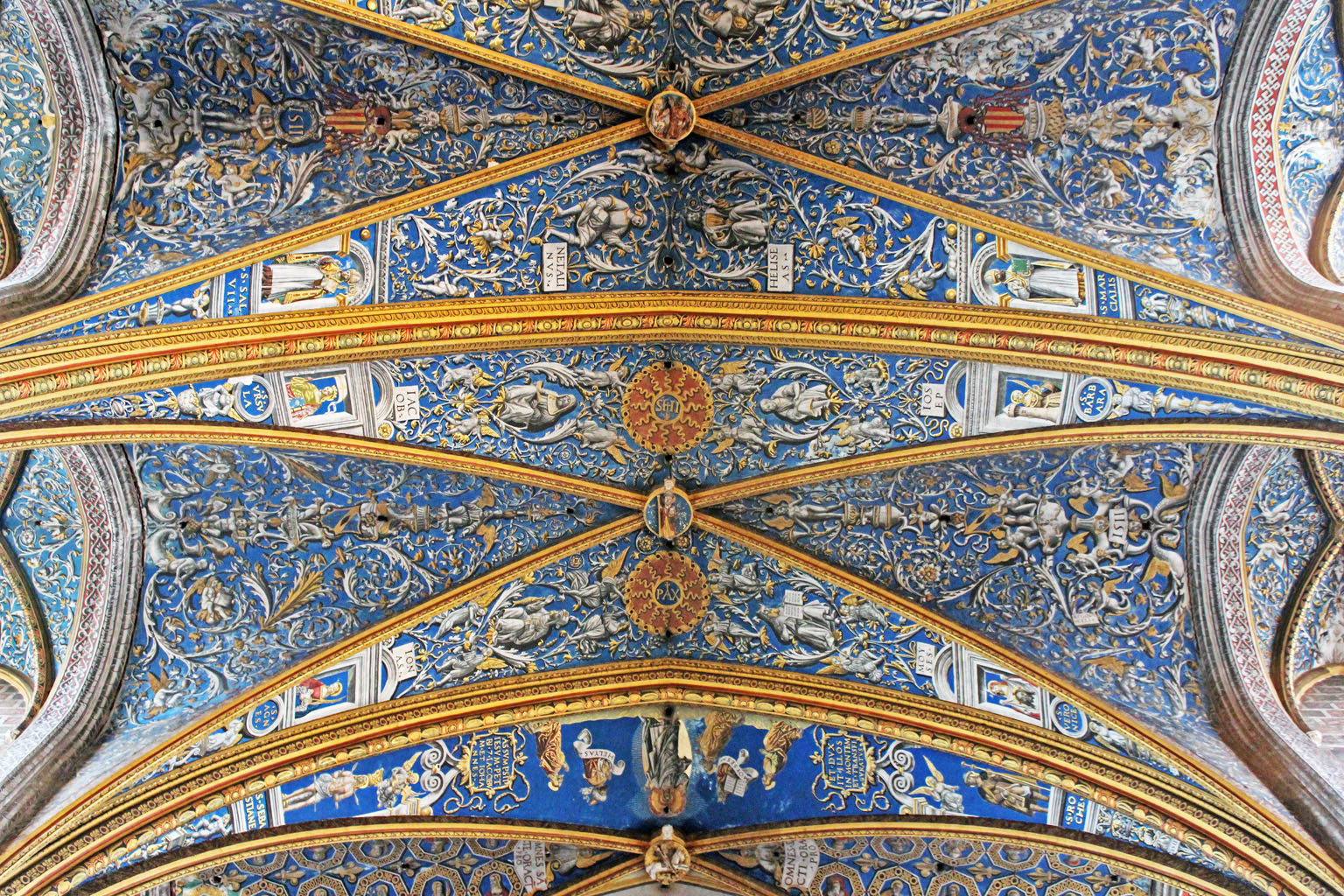
Les rinceaux de la Renaissance, comme ici à la cathédrale d'Albi, s'inspirent des enluminures médiévales mais aussi des grotesques de l'Antiquité romaine.
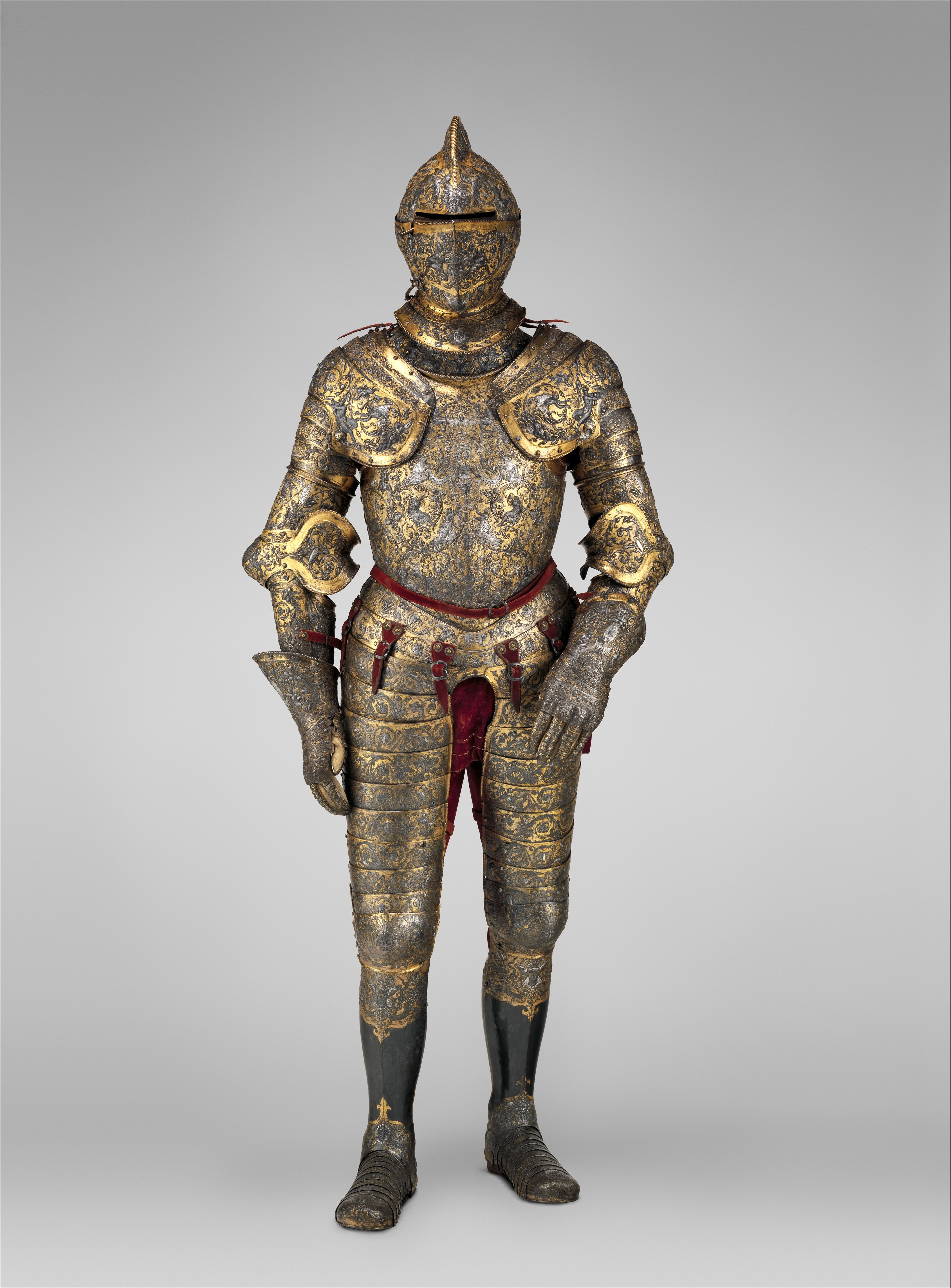
Amure du roi de France Henri II, vers 1555, avec une décoration typique de la Renaissance.
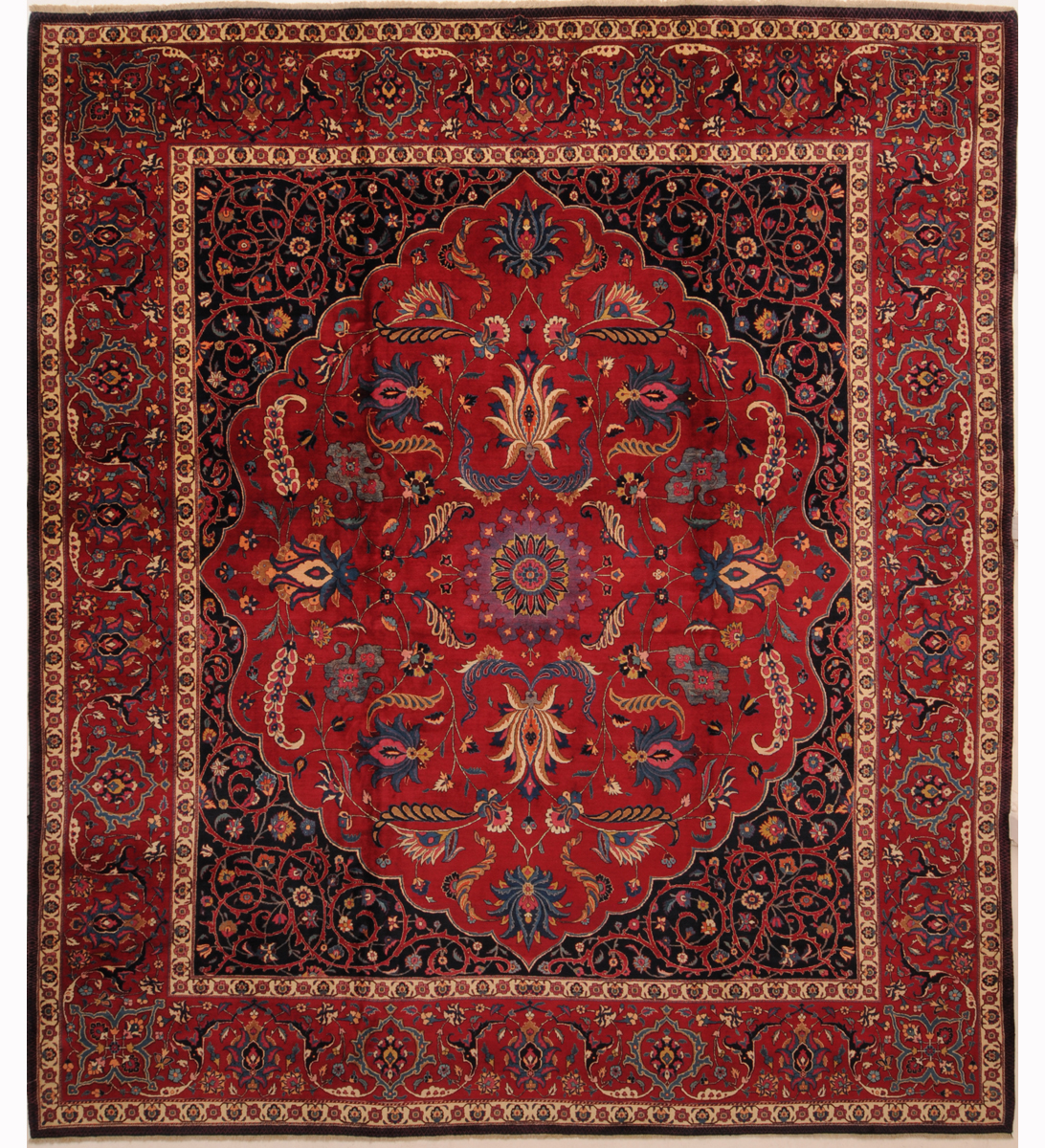
Un tapis persan. Les rinceaux sont arrivés en Iran sous les Séleucides, suivis d'influences byzantines et chinoises.
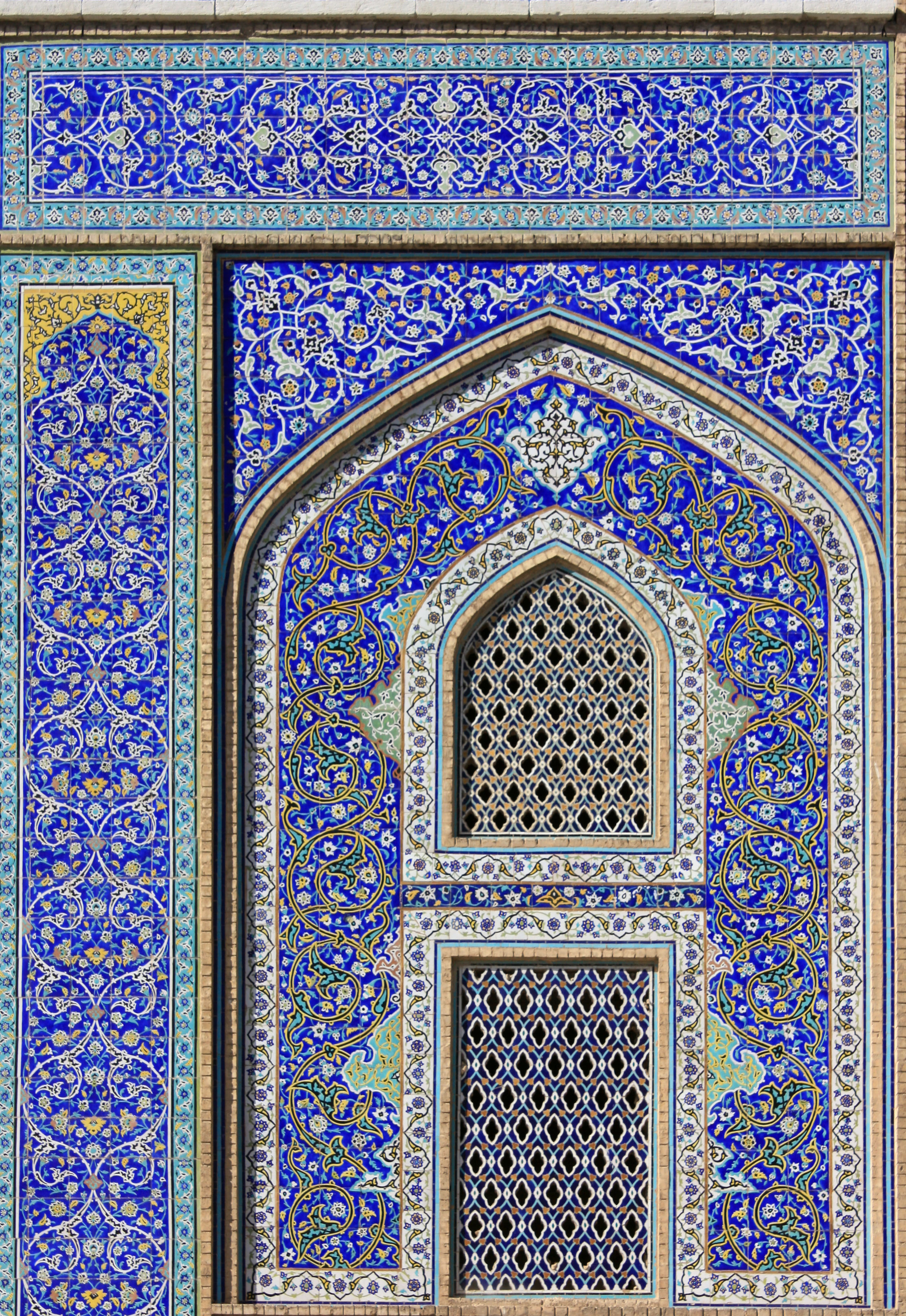
Les décors de l'architecture persane sont également riches en rinceaux.
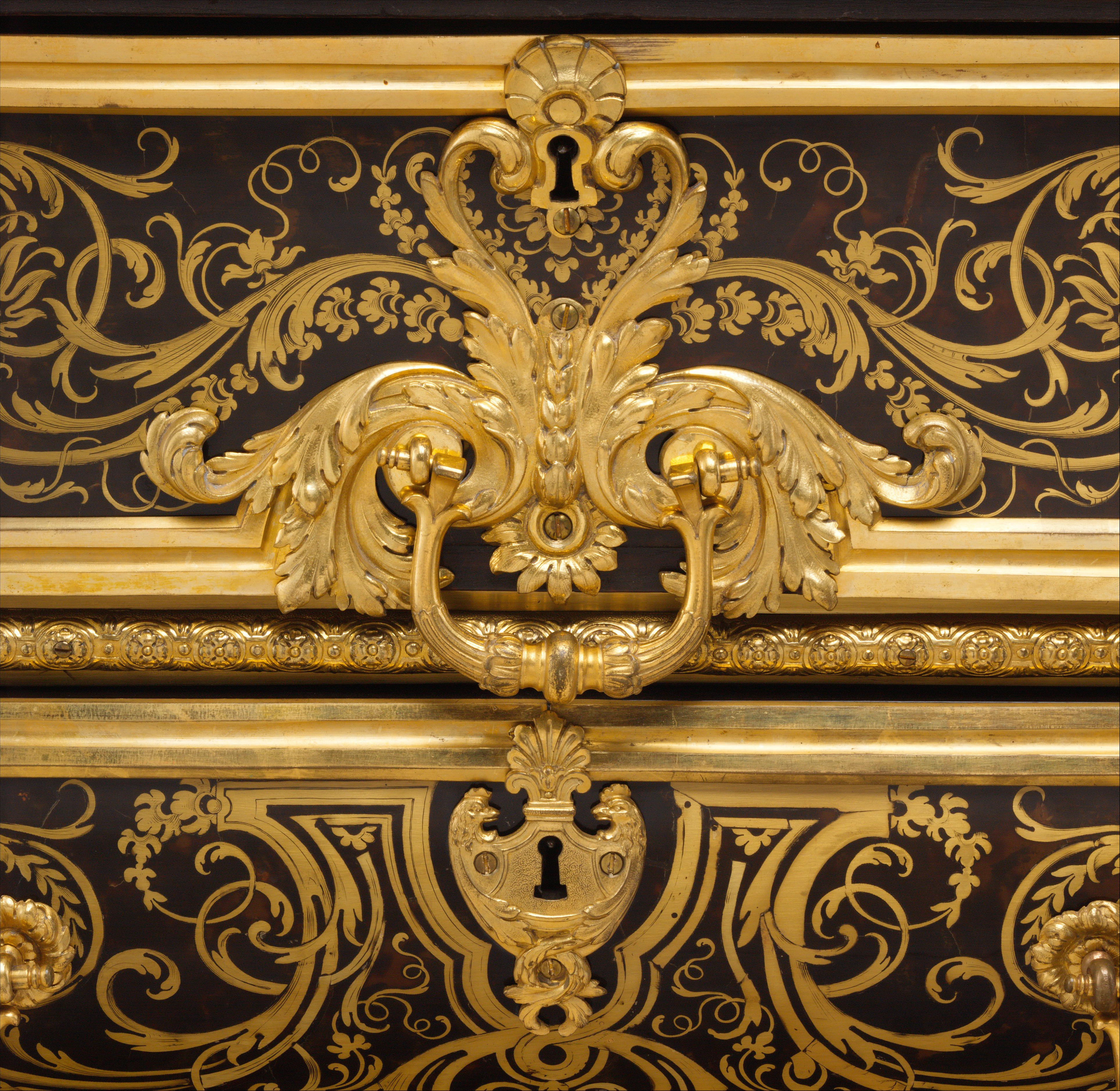
Marqueteries et bronzes dorés à délicats rinceaux de style Louis XIV, typiques des productions d'André-Charles Boulle.
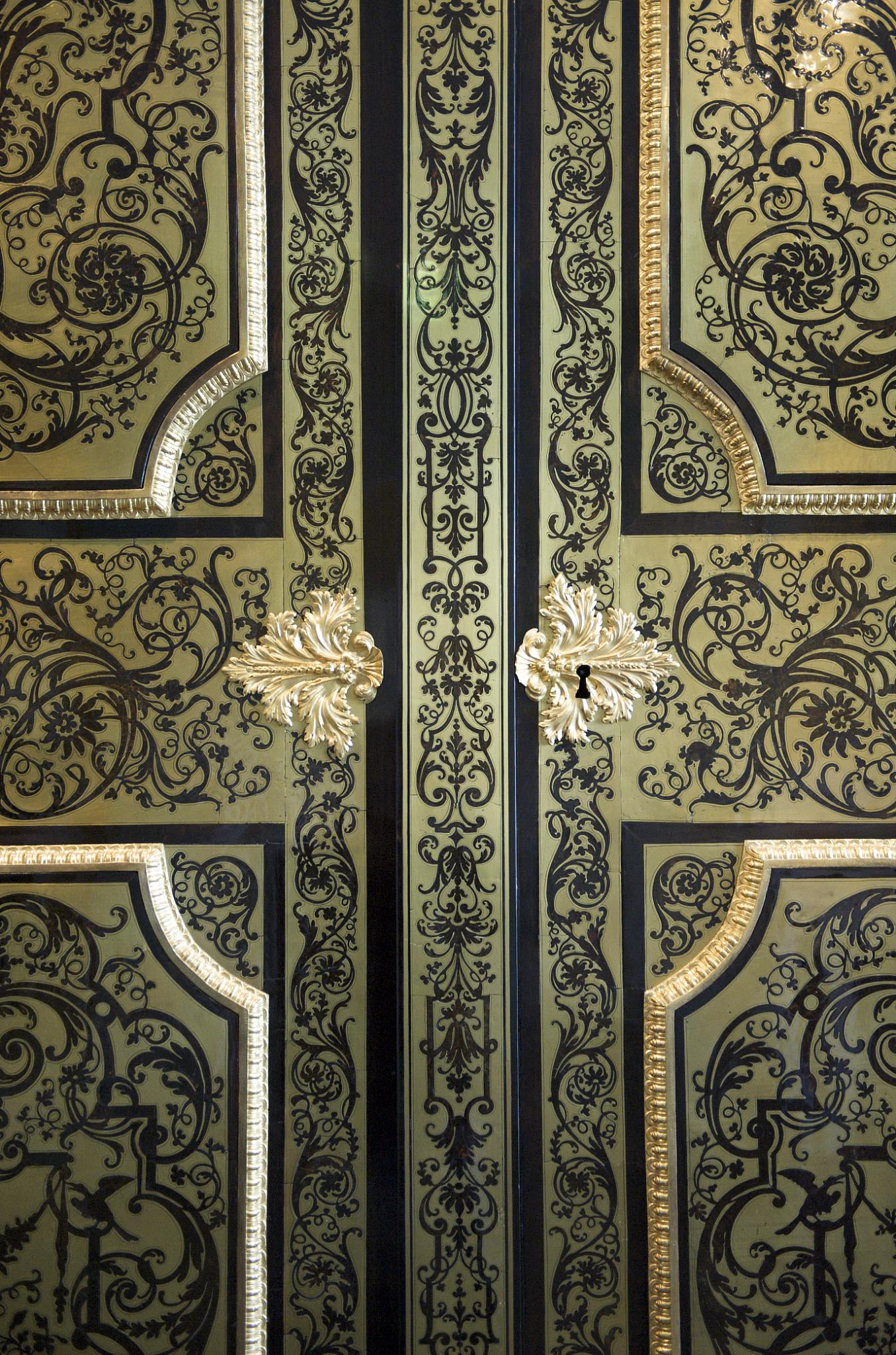
Portes d'une armoire française attribuée à Nicolas Sageot, vers 1710.
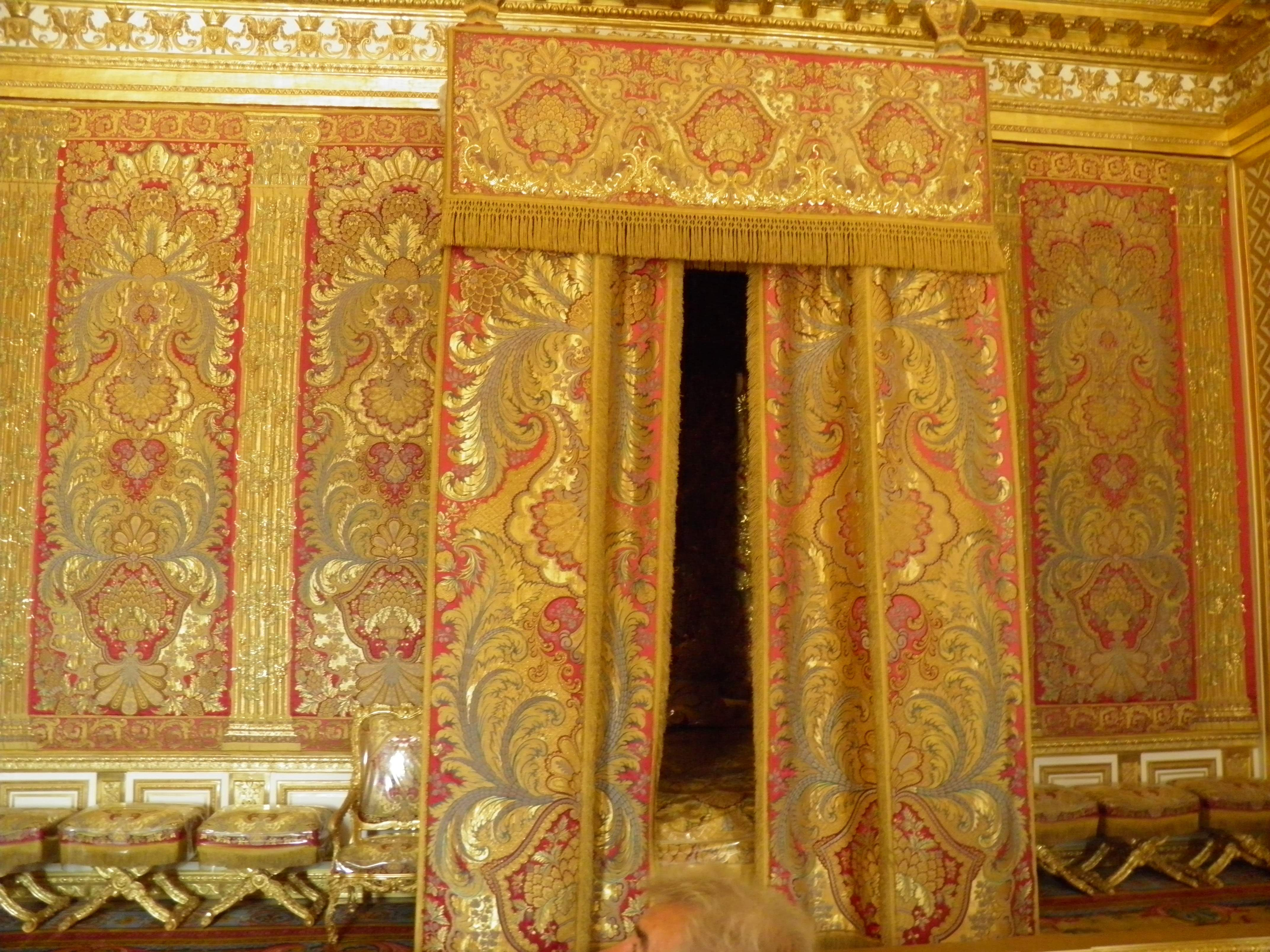
Grands rinceaux d'acanthes sur les soieries de la chambre du roi à Versailles, dans la continuité d'une tradition médiévale des chambres royales.
Broderie de fils d'or et d'argent à l'encolure d'un costume masculin du XVIIe siècle, Suède.
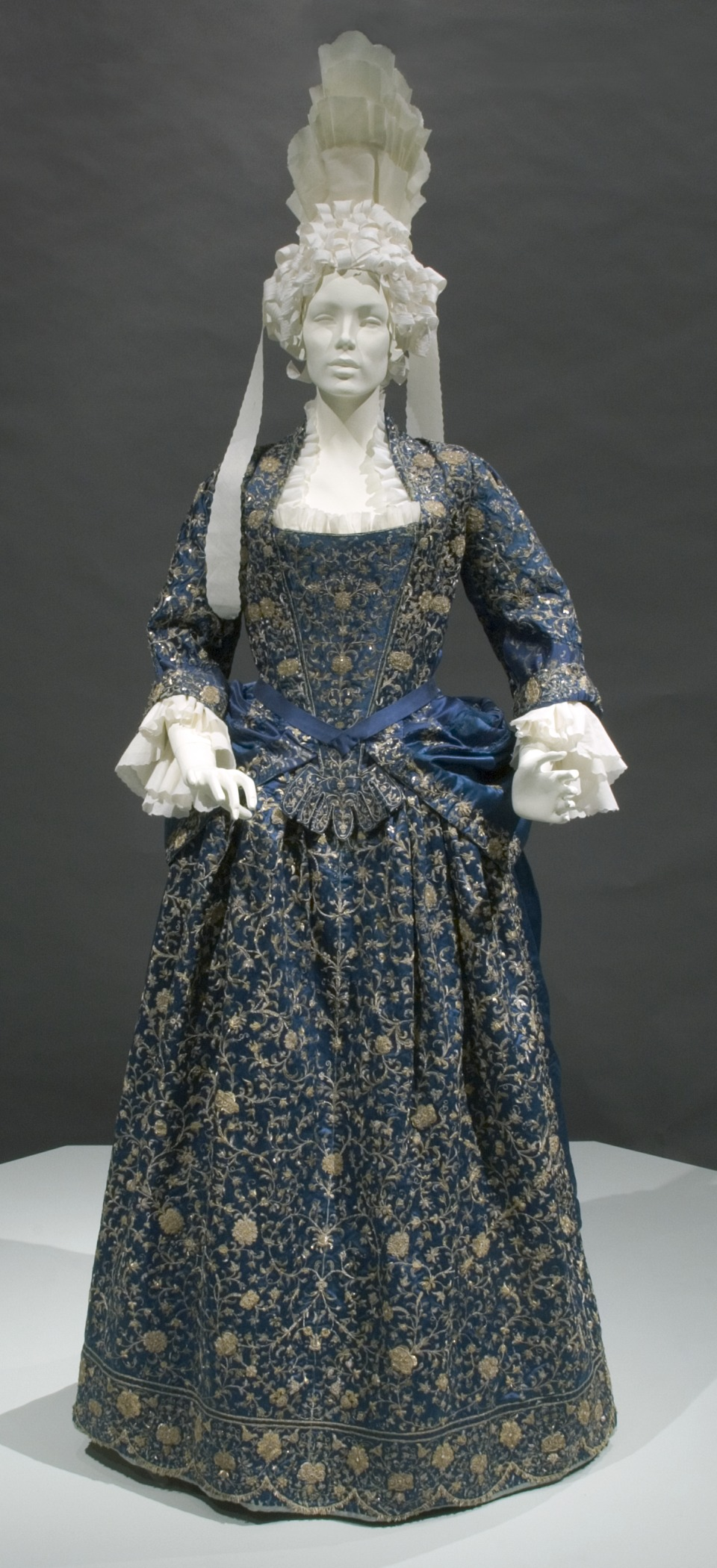
Robe italienne des années 1700 brodée d'or et d'argent.
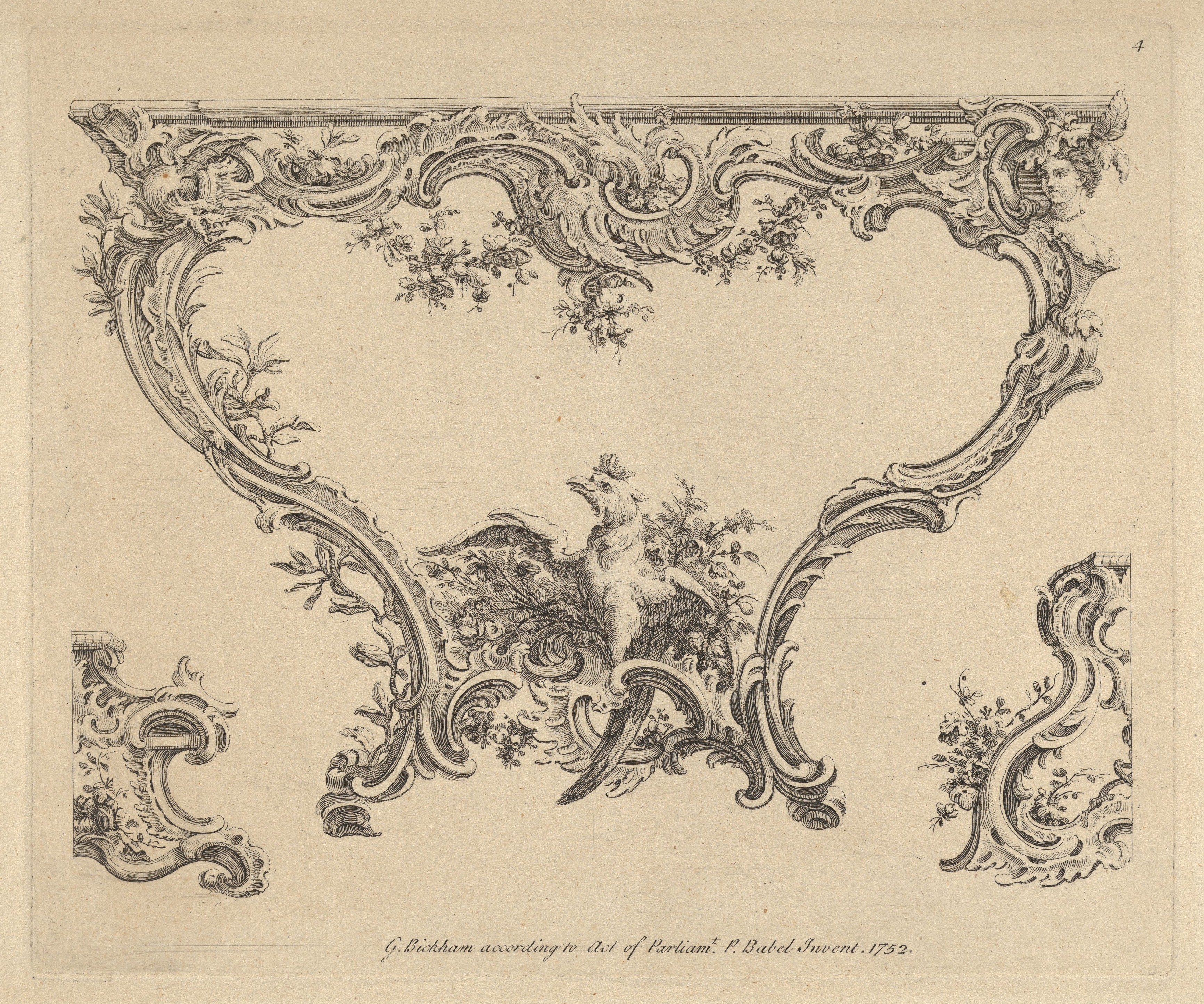
C'est d'abord sur les meubles, et notamment les consoles, que le style Louis XV ou rocaille, constitué principalement de rinceaux modifiés, est apparu en France.
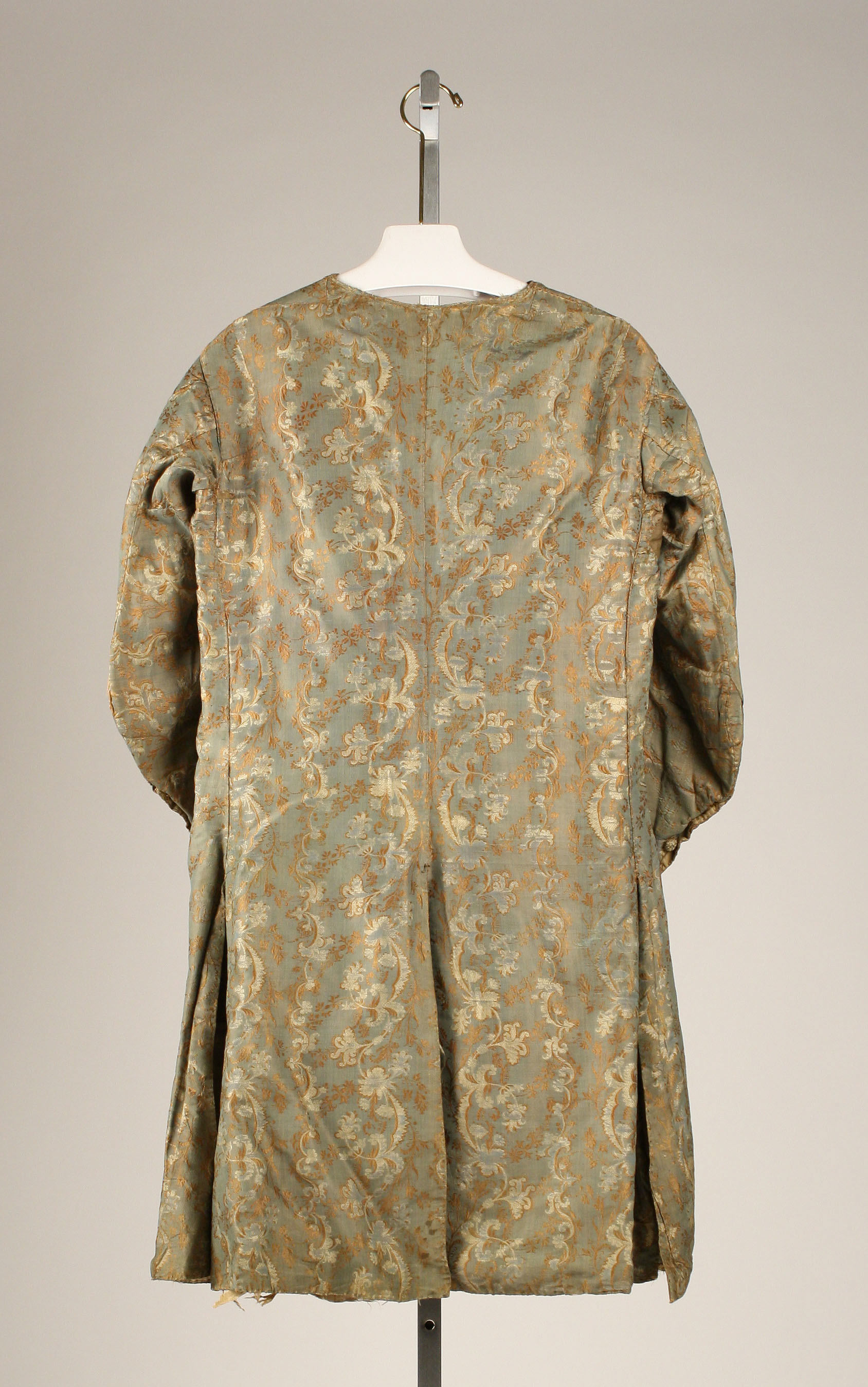
Une veste masculine française du XVIIIe siècle, de style Louis XV.
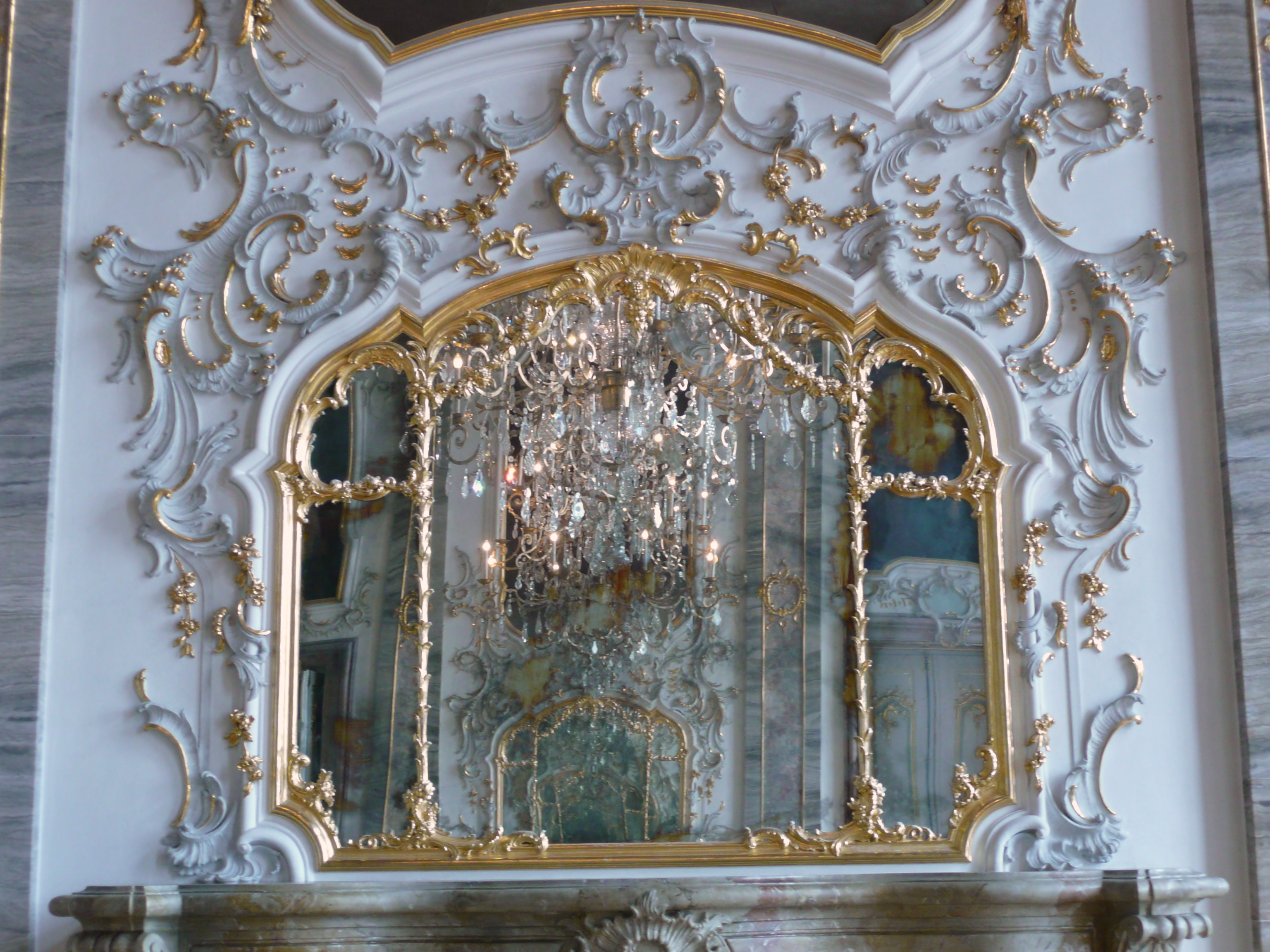
Décor de style rococo, dérivé des rinceaux. Château de Ludwigsbourg, Allemagne, première moitié du XVIIIe siècle.
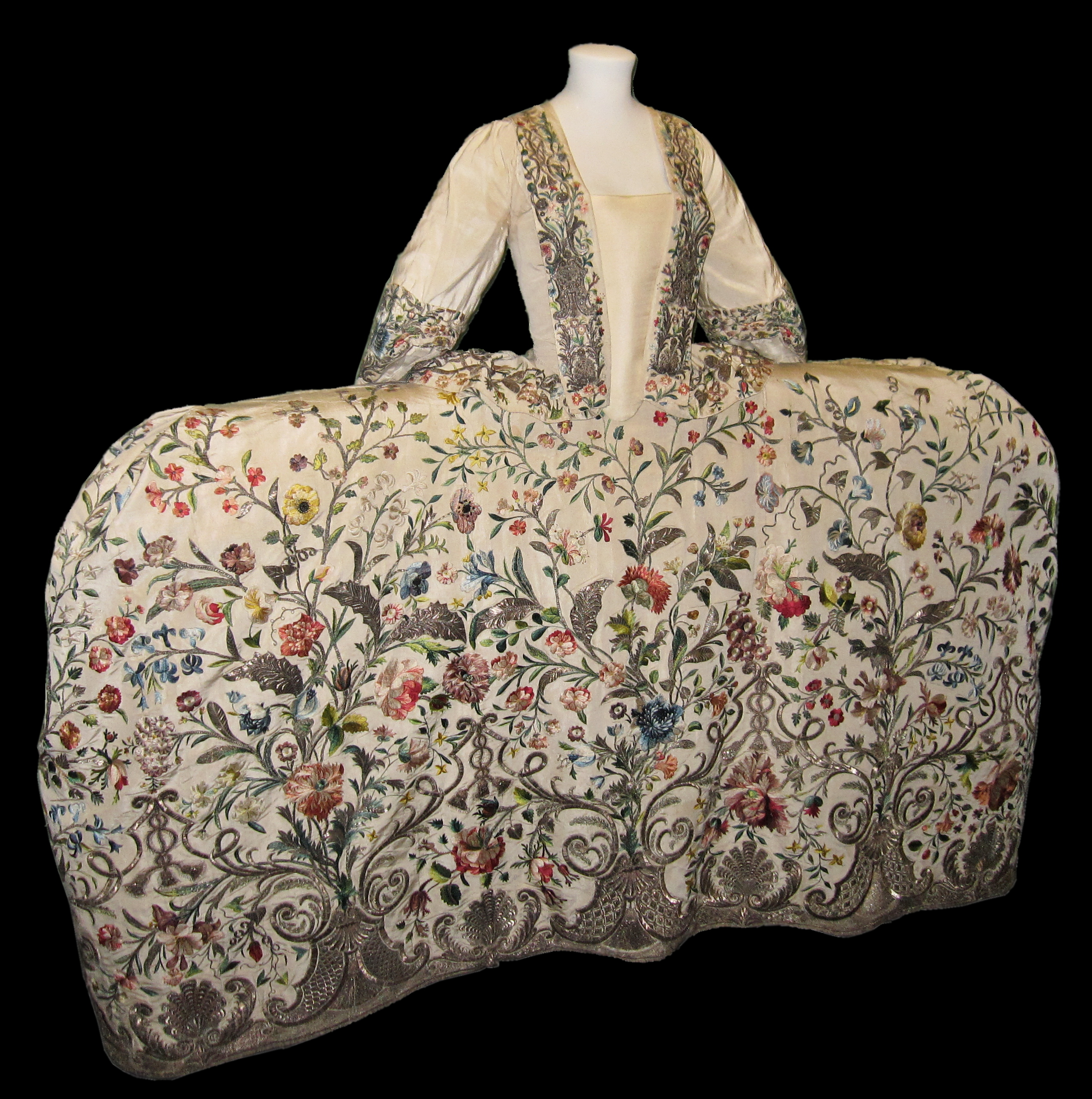
Rinceaux fleuris en broderie sur une robe anglaise rococo du XVIIIe siècle.

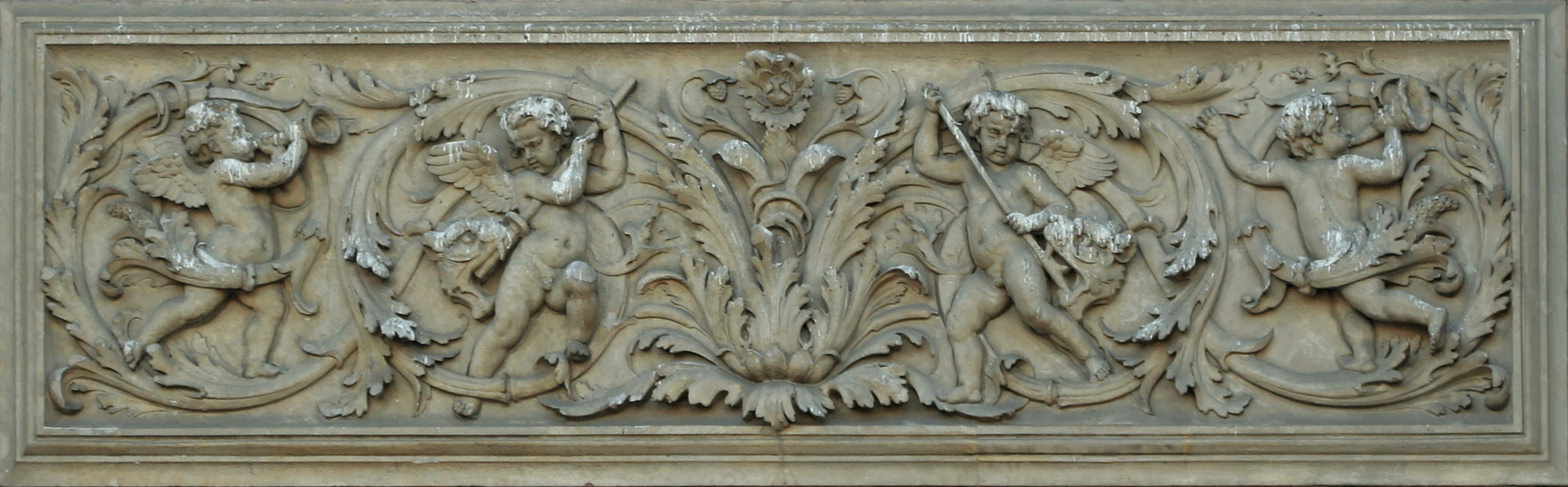
Rinceaux peuplés de putti néo-Renaissance. Relief de la fontaine Saint-Michel de Paris, 1860.